# Calendrier républicain
Pour les articles homonymes, voir Calendrier révolutionnaire.

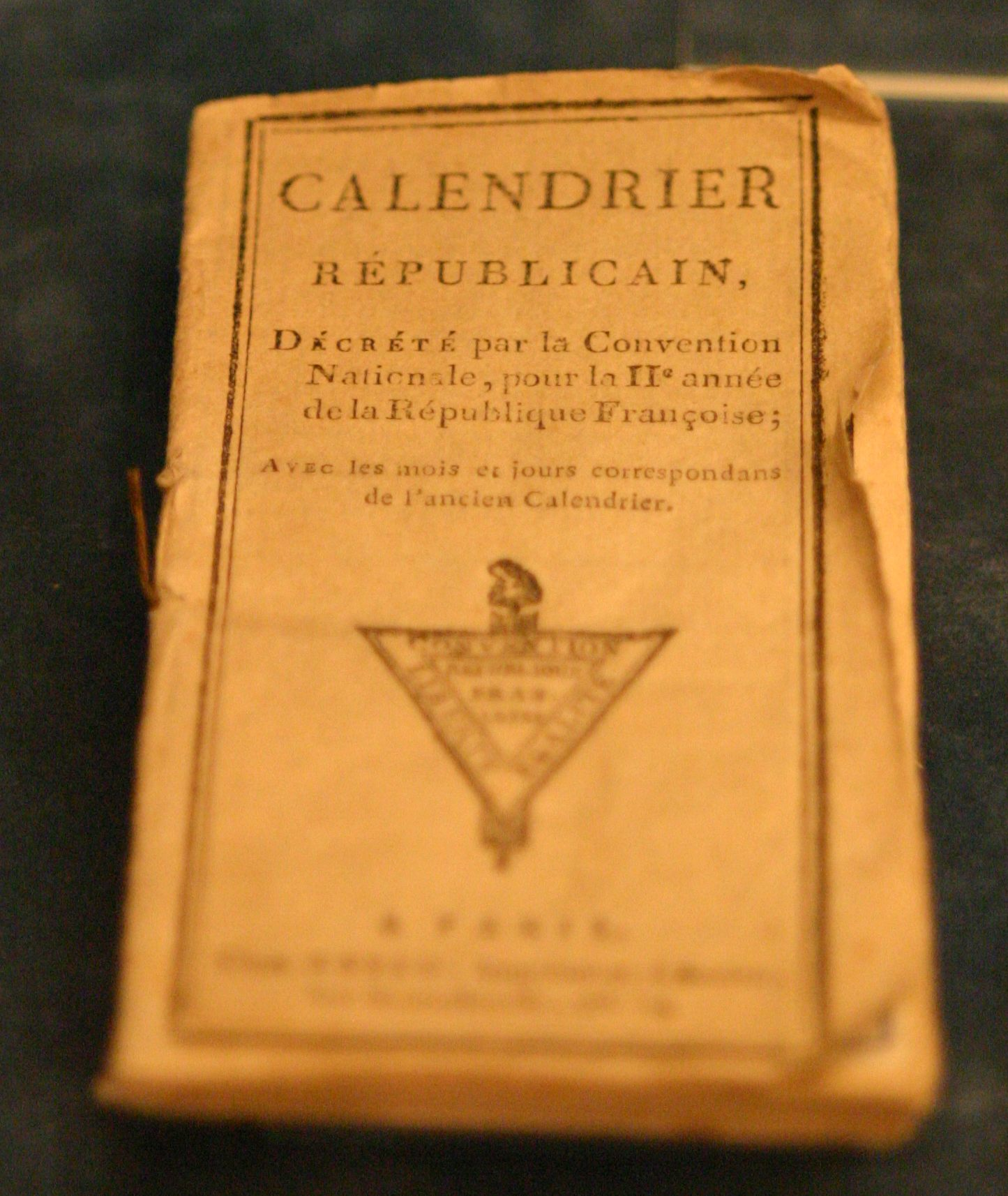
Exemplaire de calendrier républicain.

Le calendrier républicain ou calendrier révolutionnaire français est un calendrier créé au cours de la Révolution française par la Convention nationale, assemblée constituante qui, élue durant l'été 1792, instaure la république le 21 septembre. Entré en vigueur le 15 vendémiaire an II (6 octobre 1793), ce calendrier a pour date initiale le 1er vendémiaire an I (22 septembre 1792), lendemain de l'abolition de la monarchie, proclamé premier jour de l'« ère des Français ».
Utilisé pendant toute la Première République, y compris la période du Consulat, et au début du Premier Empire jusqu'en 1806, il est aboli par Napoléon Ier pour des raisons pratiques et idéologiques. 
Après 1806, il est utilisé à l'occasion par les instances juridiques et administratives, notamment en ce qui concerne l'état civil des personnes nées, mariées ou décédées entre 1793 et 1806. Les lois votées durant cette période et restant en vigueur par la suite sont aussi datées selon le calendrier républicain (par exemple la loi Jourdan-Delbrel sur la conscription reste la « loi du 19 Fructidor an VI »). Le calendrier républicain est brièvement remis en vigueur à Paris par la Commune (mars-mai 1871).
Comme le système métrique, ce calendrier résulte de la volonté des révolutionnaires français d'adopter un système fondé sur le système décimal ; en ce qui concerne le calendrier, il s'agit aussi de remplacer le calendrier grégorien lié au christianisme et à la monarchie, c'est-à-dire à l'Ancien Régime. Le nouveau calendrier inclut des changements considérables : d'une part un changement d'ère, en remplaçant comme point de référence de la numérotation des années la naissance du Christ par la naissance de la république française ; d'autre part un nouveau découpage de l'année avec des mois dotés de nouveaux noms, et un nouveau découpage des mois, la semaine (sept jours) étant remplacée par la décade (dix jours). Enfin, les débuts des mois sont décalés par rapport à ceux des mois traditionnels, qui sont d'ailleurs d'origine romaine et non pas chrétienne (par exemple, Vendémiaire de l'an I va du 22 septembre au 21 octobre).
Dans le calendrier républicain, l'année solaire est découpée en douze mois de trente jours chacun (soit 360 jours), plus des jours complémentaires, cinq pour les années communes, six pour les années dites « sextiles » (terme officiel du calendrier républicain, au lieu de « bissextile »). Cela a pour résultat de remplacer le jour de repos hebdomadaire (le dimanche) par un jour de repos décadaire. Parallèlement, les nombreuses fêtes chômées, liées au christianisme, sont supprimées, ce qui a des conséquences pour l'activité économique, au détriment des travailleurs (de même que la loi Le Chapelier de 1791 avait supprimé les corporations et interdit toute association professionnelle, notamment d'ouvriers).
La loi votée par la Convention a un aspect scientifique : elle  fixe le début de chaque année au début du jour calculé en temps vrai de l'Observatoire de Paris où l'équinoxe d'automne a lieu au méridien de Paris, selon les observations des astronomes. Le commencement de l'année est ensuite officiellement fixé par décret. 

## Création et abrogation

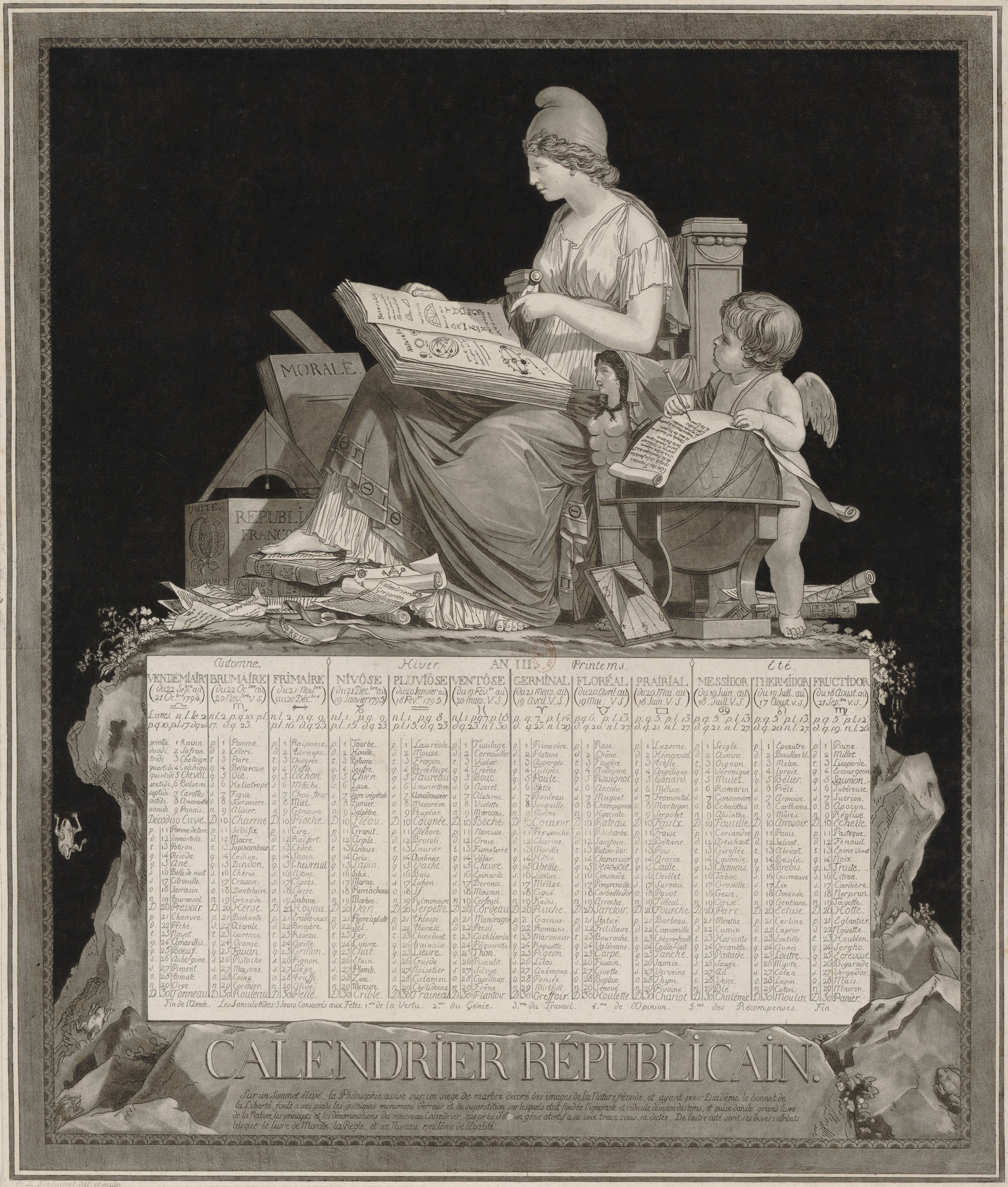
Calendrier républicain de l'an III (1794 – 1795), dessin de Philibert-Louis Debucourt.

Le 21 septembre 1792 au matin, la Convention nationale se réunit d'abord au château des Tuileries à Paris, puis se transporte à la salle du Manège, lieu des séances de l'Assemblée législative. Les députés approuvent à l'unanimité la proposition de loi de l'abbé Grégoire « La Convention nationale décrète que la royauté est abolie en France », sous les acclamations prolongées de joie du public et des cris de Vive la Nation !,.
Ce vote intervient la veille du troisième anniversaire de l'adoption du premier article de la Constitution de 1789 « Le gouvernement français est monarchique ; il n'y a point en France d'autorité supérieure à la Loi ; le Roi ne règne que par elle ; et ce n'est qu'en vertu des Lois qu'il peut exiger de l'obéissance ».
Le lendemain, lors de la séance du matin, la Convention décrète que tous les actes publics à compter du 22 septembre porteront dorénavant la date de l'an premier de la République française. Il se trouve que ce jour fut également le jour de l'équinoxe d'automne pour l'Observatoire de Paris. Profitant de ce hasard, les révolutionnaires ont ultérieurement associé cet événement avec le début de l'ère républicaine,.

### Création

#### Prémices
Dès le début de la Révolution, au lendemain du 14 juillet, les journaux, ayant l'intuition qu'un bouleversement s'opérait, appellent cette année 1789 l'an I de la Liberté. Le vieux comput ne pouvait plus présider aux temps nouveaux.
Dans une lettre à M. de Lalande publiée le 17 mai 1790 dans la Gazette nationale ou Le Moniteur universel, on peut lire : « Quand Jules César acheva de détruire la liberté romaine, quand il accepta la dictature perpétuelle et se fit nommer empereur, son premier soin, comme pour marquer cette époque désastreuse, fut de réformer le calendrier. Le moment où la France vient d'être régénérée […] n'est-il pas plus favorable encore à proposer un pareil changement […] C'est à vous, Monsieur, que je crois devoir soumettre cette idée, comme le plus capable de la développer et de la faire valoir ».
L’auteur y suggère de fixer le début de l’année à l’équinoxe de printemps, le 20 ou 21 mars et par souci de simplicité, il proposait que « le changement commencerait au 1er avril 1789, nouveau style, et serait nommé l’Ère de la Liberté, comme l'a déjà fait un des membres de l'Assemblée nationale, M. Barère de Vieuzac à qui nous devons les Étrennes du citoyen ». L’idée, il est vrai, s’inspirait de projets antérieurs.
Dès 1785, Riboud, ancien procureur du roi de Bourg-en-Bresse, avait publié les Étrennes littéraires ou Almanach offert aux amis de l'humanité. Les noms des grands hommes y remplacent ceux des saints de l'Église. Pour célébrer l'anniversaire des plus illustres d'entre eux, il institue des fêtes qui rappellent leurs travaux ou leurs bienfaits. La fête de l'agriculture tombe le jour dédié à Columelle ; Jean-Jacques Rousseau préside à la fête des âmes sensibles, et Scarron à celle des malades agréables. Pour Newton, c'est la grande fête de l'univers.
En 1788, qu’il nomme « L’An premier du règne de la Raison, », Maréchal, sous-bibliothécaire à la bibliothèque Mazarine, reprend la même idée, mais la développe avec une tout autre ampleur en publiant son Almanach des Honnêtes Gens,, dans lequel, rejetant le calendrier grégorien et retenant pour le début du sien le 1er mars afin de respecter l'ordre des mois de l'ancien calendrier romain, il substitue aux saints des personnages célèbres, préfigurant ainsi le futur calendrier révolutionnaire ; l'ouvrage est condamné à être brûlé par le Parlement de Paris et son auteur interné trois mois,.

#### Ères révolutionnaires
On s'adresse donc aux astronomes pour qu'ils se mettent à l'ouvrage, mais en réalité, on tâtonna beaucoup avant de fixer l'« ère des Français ».
Les uns prétendaient qu'il fallait prendre la date de l'ouverture des états généraux de 1789 à Versailles, c'est-à-dire le 5 mai ; d'autres préféraient le 17 juin, jour auquel le tiers état s'était déclaré « Assemblée nationale » ; d'autres réclamaient enfin la journée du 20 juin (serment du Jeu de paume).
Le Moniteur universel, dont le premier numéro date précisément du jour de l'ouverture des états généraux et qui paraît ensuite quotidiennement depuis le 24 novembre 1789, fait figurer après la date du jour, pour la première fois le 1er juillet 1790, la mention « Seconde année de la Liberté » ; une ère de la Liberté que ce journal fait débuter à la prise de la Bastille lorsqu'il titre deux semaines plus tard « Ier jour de la 2e Année de la Liberté » dans son numéro du 14 juillet 1790.
Il faut attendre le vote par l’Assemblée législative du décret du 2 janvier 1792 pour que le début de l’ère de la Liberté soit officiellement fixé au 1er janvier 1789 : « Tous les actes publics, civils, judiciaires et diplomatiques porteront l’inscription de l’ère de la Liberté » au motif que « toute l'année devait être mise à l'honneur d'avoir donné naissance à la Liberté, ».
Après l’insurrection parisienne du 10 août 1792, la Révolution met à l’honneur l’égalité, « parce que l’égalité la plus parfaite, déclare Collot d’Herbois devant l’Assemblée législative le 5 août 1792, est la base de nos principes politiques ». La mise à l’honneur de l’égalité, aux côtés de la liberté, modifie pour un temps la présentation des dates du calendrier. Pour la première fois, le 21 août 1792, Le Moniteur universel retient la triple computation « Mardi 21 août 1792. l'an quatrième de la Liberté, et le premier de l’Égalité ».
Puis le 22 septembre 1792, dès l'ouverture de la séance des travaux de la Convention, le député de Paris Billaud-Varenne demande « qu'à compter de la journée d'hier, au lieu de dater les actes l'an quatrième de la liberté, etc. on date l'an premier de la République française, ». Deux jours plus tard, « L'an premier de la République française » remplace « L'an quatrième de la Liberté, et le premier de l'Égalité » dans le titre du Moniteur.
Trois mois après, la Convention charge le 20 décembre 1792 son Comité d'instruction publique de lui présenter dans le plus bref délai « un rapport sur les avantages que doit procurer
à la France l'accord de son ère républicaine avec l'ère vulgaire, ». Il ne s’agissait donc pas, à l’origine, d’une exclusion de « l’ère vulgaire » (le calendrier grégorien) au profit d’un unique calendrier (le calendrier républicain).

#### Commission Romme
Une commission est créée, formée du député du Puy-de-Dôme Romme et du député des Ardennes Ferry, qui demandent que Dupuis leur soit adjoint et Romme en est le rapporteur. C'est à ce titre que la création du calendrier républicain lui est généralement attribuée,,. Elle s'entoure de membres de l'Académie des sciences et associe à ses travaux Guyton-Morveau, Lagrange, Lalande, Monge et Pingré. Le parallèle est frappant entre la commission des poids et mesures et la commission du calendrier : dans les deux cas, les idéologues et les politiques entourent, encadrent les scientifiques, les buts des uns étant très différents de ceux des autres.
En fait, ce groupe de travail renonça, sans doute sur l'initiative de son rapporteur, à l’idée d’un accord entre le calendrier grégorien et l’ère républicaine au profit de la réforme du calendrier et le rapport demandé par la Convention ne fut jamais rédigé. La gestation du projet durera neuf mois et le 17 septembre 1793 Romme est en mesure de présenter les travaux de la commission au Comité d'Instruction publique qui ouvre la discussion le 19 ; il les présente ensuite devant la Convention le 20 septembre 1793.
Romme développe dans son rapport les principes et les motivations du nouveau découpage du temps. En s'appuyant sur la rhétorique révolutionnaire, il trouve les formules qui frappent, qui marquent les buts idéologiques de la réforme.

« Le temps ouvre un nouveau livre à l'histoire ; et dans sa marche nouvelle, majestueuse et simple comme l'égalité, il doit graver d'un burin neuf les annales de la France régénérée. […] Le 21 septembre, le dernier de la monarchie et qui doit être le dernier de l'ère vulgaire, les représentants du peuple français réunis en Convention nationale ont ouvert leur session et ont prononcé l'abolition de la royauté.
Le 22 septembre ce décret fut proclamé dans Paris, le 22 septembre fut décrété le premier de la République, et le même jour à 9 heures 18 minutes 30 secondes du matin le soleil est arrivé à l'équinoxe vrai, en entrant dans le signe de la balance. Ainsi l'égalité des jours aux nuits était marquée dans le ciel, au moment même où l'égalité civile et morale était proclamée par les représentants du peuple français comme le fondement sacré de son nouveau gouvernement. »

Le rapport présente ensuite l'architecture du nouveau calendrier proposé avec une année dont le début est calé sur le jour de l'équinoxe d'automne, bissextile tous les 4 ans, avec une nouvelle nomenclature des 12 mois, chacun de 30 jours divisés en 3 parties de 10 jours appelées décades, un total annuel de 36 décades, et pour terminer l'année de durée inchangée, 5 jours épagomènes et un sixième l'année bissextile ; s'y ajoute en outre une division décimale du jour, de l'heure, etc. Un projet de décret termine la présentation de Romme du 20 septembre.

#### Convention nationale
Le débat s'engage à la Convention dans les quinze jours qui suivent reflétant les divisions entre les factions en son sein puisqu’on touchait aux symboles mêmes de la République. Bentabole, député du Bas-Rhin et ami de Marat, traduisant sans doute le sentiment de lassitude, estime même le 5 octobre « que la Convention nationale, en fixant l’ère française, a fait assez et qu’elle doit s’arrêter ». Il trouve inutile et même dangereux de changer les subdivisions du temps et leur dénomination.
« Lorsque Mahomet, déclare-t-il, conquérant et législateur, donna une autre ère aux peuples soumis à sa puissance, son but fut de les séparer du reste des hommes et de leur inspirer un respect superstitieux pour le culte qu’il leur prescrivait. Notre but, conclut-il, est contraire à celui de cet imposteur; nous voulons unir tous les peuples par la fraternité […] Je demande qu’on ajourne le reste du projet ». Lebon, député du Pas-de-Calais s'oppose à l'ajournement : « Si le fanatisme sut par ce moyen affermir son empire, pourquoi négligerions-nous de l'employer pour fonder la liberté ? ».
Un député du Nord, Duhem, soutient qu'il faut faire le calendrier moins pour la France que pour toutes les nations. « Je vote, dit-il, pour nommer les divisions du temps par leur ordre numérique ». Romme consent à supprimer les dénominations révolutionnaires ou plutôt à les remplacer par des dénominations morales. « Le premier jour, dit-il, en développant son projet, est celui des époux ». « Tous les jours sont les jours des époux », riposte non sans malice le député de la Seine-Inférieure Albitte,. La Convention adopte alors les dénominations morales.
Lebon souligne aussitôt le ridicule de ces dénominations et conseille de les abandonner : « D’ailleurs, plaide-t-il, la difficulté de surcharger sa mémoire de tant de noms fera conserver les anciens et vous aurez manqué votre but ». Il demande à ses collègues de rapporter le décret.
Revenant une fois de plus sur sa décision, la Convention se déjuge et décide de rapporter son premier décret adopté quelques instants plus tôt pour en revenir à la dénomination ordinale des mois, des jours et des décades.

#### Calendrier révolutionnaire

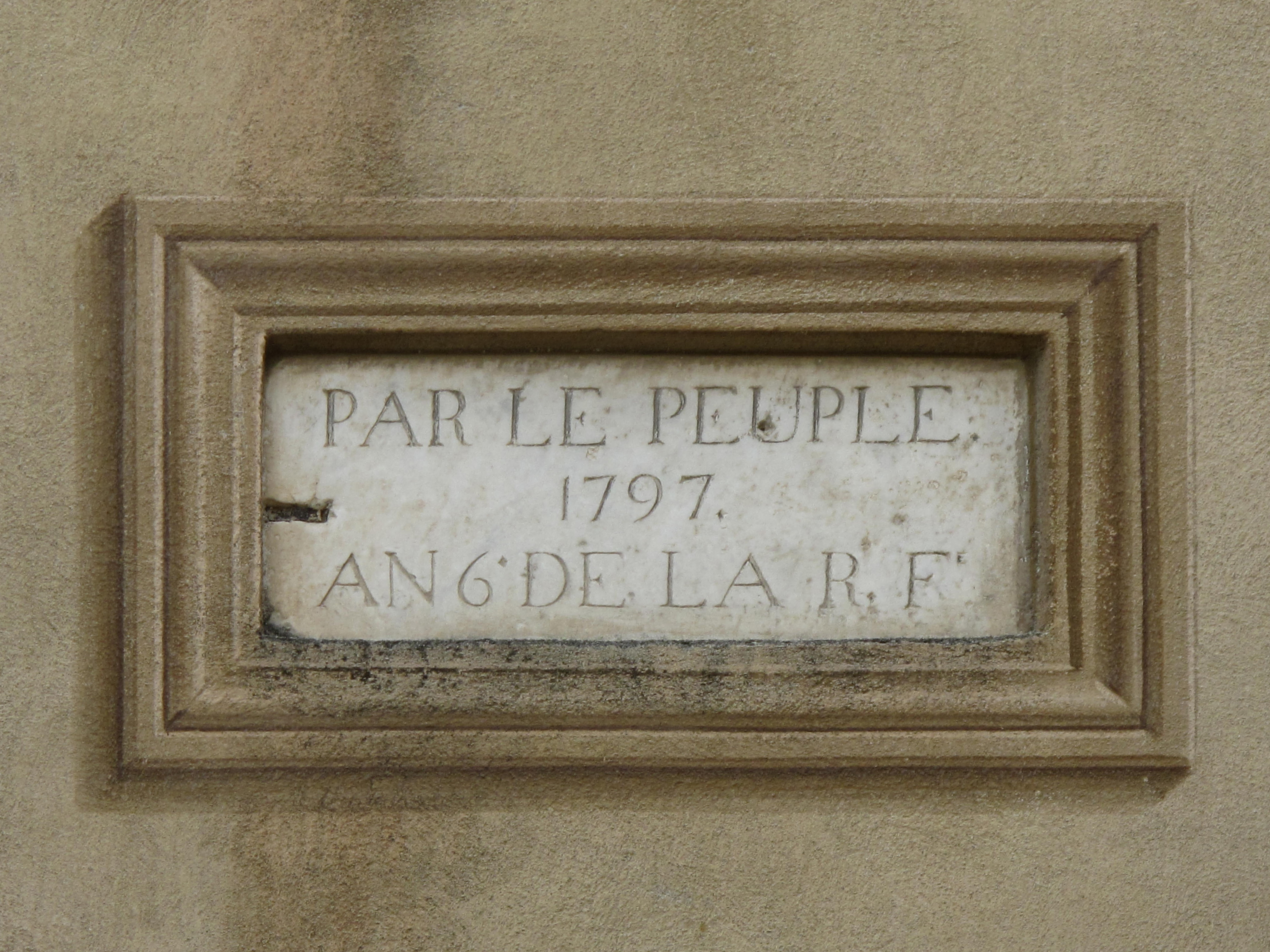
Plaque datant de la Révolution française sur un mur du Haut-de-Cagnes (Alpes-Maritimes).

Le décret de la Convention nationale concernant l'ère des Français est publié le 5 octobre 1793,. Le calendrier républicain entre en vigueur le lendemain du décret. Le 7 octobre, après le numéro du journal (qui correspond toujours au rang du jour dans l'année grégorienne), Le Moniteur universel remplace la date grégorienne mentionnée jusqu'alors par la date républicaine du jour, « Le 16 du premier mois », puis le lendemain sa numérotation change pour devenir celle du rang du jour dans l'année républicaine en cours.
Mais les inconvénients surgissent, dès qu'on veut s'en servir. Le peuple, que l'imagination domine et gouverne presque toujours, la trouve trop abstraite. La rédaction des actes officiels devient laborieuse. Peut-on s'exposer à écrire des phrases comme celle-ci : « le deuxième jour de la deuxième décade du deuxième mois de la deuxième année de la République ? ».
Une nouvelle commission de la Convention chargée d'étudier une nouvelle nomenclature des mois et des jours est créée le 18 octobre 1793 et on y voit apparaître un nouveau nom (les autres faisaient déjà partie du Comité d'Instruction publique). La nomenclature qu'avait proposée Romme ne peut rivaliser avec la sonorité et la poésie puissante de celle imaginée par Fabre d'Églantine et approuvée par la Convention le 24 octobre,.
Le Moniteur universel officialise le 29 ces innovations en titrant « Octodi, première décade de Brumaire » où, après « l'an 2 de la République » des journaux antérieurs, « une et indivisible » depuis le 26 octobre, on lit désormais la double computation (date républicaine plus date grégorienne agrémentée de « vieux style »).
Le décret qui donne sa forme définitive au calendrier est publié le 4 frimaire an II (24 novembre 1793),, le jour de la nèfle. Il abolit l'« ère vulgaire » pour les usages civils et définit le 22 septembre 1792 comme étant le premier jour de l'« ère des Français », avec comme première année l'an I. Pour les années suivantes, le premier jour de l'année est celui de l'équinoxe vrai au méridien de Paris. Des astronomes étaient chargés de déterminer l'instant du phénomène et quelques jours après un décret fixait ensuite le commencement de l'année.
Pour le baron Marc de Vissac, avocat et historien du XIXe siècle, ce calendrier n'a de révolutionnaire que le nom.
« Il serait puéril de contester la combinaison ingénieuse du calendrier républicain, en même temps que la hardiesse d'esprit de ceux qui le conçurent. Mais on est obligé de constater aussi que cette conception, toute grandiose soit-elle, n'était qu'un ensemble de réminiscences. Romme et ses collègues avaient cherché, trouvé et approprié ; ils n'avaient rien inventé ».
« La division en douze mois était universelle et des plus anciennes. – Le morcellement du mois en décades avait existé à Athènes. – Les cinq jours épagomènes se retrouvent dans l'année égyptienne. – La Franciade est la copie servile de l'antique Olympiade. Les Tyriens dataient du recouvrement de leur liberté ».
« Et quant à prendre l'équinoxe d'automne comme époque initiale de l'année, c'était revenir à l'usage des Chaldéens, des Perses, des Syriens, des Phéniciens, des Carthaginois ; c'était recommencer l'ère de Séleucus, ».
« Il n'est pas jusqu'à la plus originale des fêtes décrétées, celle de l'Opinion, qui ne fût renouvelée du Jour du Triomphe chez les Romains où le soldat, placé derrière le char, pouvait exhaler librement tout ce que lui suggéraient sa haine et sa gaieté ».

### Utilisation
L'ère républicaine s'est appliquée un peu plus de douze ans d'octobre 1793 au 31 décembre 1805 (12 ans, 2 mois et 27 jours pour être précis).
L'an I ne fut pas utilisé puisque la fondation du calendrier républicain remonte aux premiers jours de l'an II ; aucun acte authentique ne peut porter une date de l'an I, mais on peut en trouver mention dans des documents où le mois grégorien est encore en usage, par exemple : « 9 novembre 1792, an Premier de la République ».
L'an XIV, commencé le 1er vendémiaire an XIV (23 septembre 1805) et arrêté le 10 nivôse an XIV (31 décembre 1805), le décadi jour du fléau, ne dura que trois mois et huit jours (très exactement cent jours).

#### Obligatoire
Une campagne active et des mesures autoritaires en avaient pourtant assuré le succès en l’an II, en l’an III, puis en l’an VI.
La loi du 16 vendémiaire an II (7 octobre 1793), fixa au dernier jour de chaque décade les vacances des fonctionnaires publics. Le Directoire en avait rappelé le caractère obligatoire avec l'entrée en vigueur de la Constitution du 5 fructidor an III qui dispose en son article 372 : « L'ère française commence au 22 septembre 1792, jour de la fondation de la République, ».
Avec l'arrêté du 14 germinal an VI (3 avril 1798), les caisses publiques, les postes et messageries, les établissements publics d'enseignement, les spectacles, les rendez-vous de commerce, comme foires, marchés, les contrats et les conventions, etc. durent désormais se régler sur la décade, sur le mois ou sur les sans-culottides ; on prohiba la presse affichant la double computation et on chargea le conseil exécutif, les corps administratifs et les municipalités, de prendre toutes les mesures propres à favoriser et à faciliter l'usage exclusif du nouveau calendrier.

#### Critiqué
Mais très tôt, si les administrations en avaient tant bien que mal respecté les clauses, de vives résistances s’étaient fait jour tant dans les classes populaires, et principalement dans les campagnes restées attachées à la religion, que dans les élites,.
On soulignait aussi les imperfections, voire le caractère utopique, de ce calendrier calqué sur les saisons mais dont l’universalisation eût posé des problèmes sous d’autres climats et d’autres latitudes,. La règle adoptée fixait le commencement de l'année le jour où tombe l'équinoxe vrai d'automne pour l'Observatoire de Paris. Ainsi, en toute rigueur, la durée de l'année résultait de l'observation, et n'était donc plus prévisible.
En ce qui concerne les critiques, le député d'Ille-et-Vilaine Lanjuinais les énumère quand il déclare le 30 thermidor an III (17 août 1795) : « C’est d’abord un problème de savoir quel jour commence l’année dans le nouveau calendrier […] Les nouveaux noms des mois sont vérité dans le nord, et perpétuel mensonge au midi. […] Le décadi ne s’accorde point avec la nature. Il n’y a ni hommes, ni animaux qui supportent neuf jours de travail consécutif. […] Pourquoi la plus solennelle des fêtes religieuses est-elle dans le calendrier de Romme et de Fabre d’Eglantine le jour du Chien ? […] Je vote donc pour que le calendrier des assassins de la France ne soit pas constitutionnellement le calendrier du peuple français, ».
Les deux premiers Noël dans le nouveau calendrier républicain en vigueur – 5 nivôse an II (25 décembre 1793) et 5 nivôse an III (25 décembre 1794) – eurent lieu tous deux le jour du Chien.

### Abrogation
« Le calendrier républicain était né petit à petit, à coup de décrets et de modifications », écrit Véronique Le Ru. « Il va mourir de la même façon, à coup de critiques. Sa fin est aussi politique que sa naissance. »

#### Consulat
Comme l’idée de Bonaparte est de faire de la religion catholique une religion d’État après le coup d'État du 18 brumaire an VIII (9 novembre 1799) dont est issu le Consulat, il faut bien, pour des raisons inverses de celles qui l’avaient imposé, déconstruire le calendrier républicain,. Bonaparte commence par tordre le cou au décadi : seuls les fonctionnaires sont soumis au décadi par arrêté des consuls du 7 thermidor an VIII (26 juillet 1800). Leur repos est désormais fixé au dimanche le 18 germinal an X (8 avril 1802), puis la semaine redevient légale.
Le jeudi de l'Ascension, la fête de l'Assomption, la Toussaint et Noël deviennent fériés par l'arrêté du 29 germinal an X (19 avril 1802), découlant du Concordat pour la religion catholique du 26 messidor an IX (15 juillet 1801) ratifié par le pape avec la bulle Ecclesia Christi, (15 août 1801).
La double computation du Moniteur universel reprend, sans l'ajout « vieux style », dès le 30 frimaire an XI (21 décembre 1802) de la semaine de Noël,, alors que Bonaparte est consul à vie depuis le 14 thermidor an X (2 août 1802). Deux ans plus tard, le 28 floréal an XII (18 mai 1804) le Sénat proclame Napoléon empereur des Français et Pie VII consacre l’événement le 11 frimaire an XIII (2 décembre 1804) à Notre-Dame de Paris.

#### Empire
En 1804 et 1805, le nouveau pouvoir impérial qui n'a abrogé ni la République, ni son calendrier, ne célèbre plus les fêtes républicaines,. La suppression du calendrier républicain offre un exemple des ambiguïtés d'un régime qui, selon Jacques-Olivier Boudon, « se refuse à briser net ses racines révolutionnaires ». Le 22 fructidor an XIII (9 septembre 1805), un sénatus-consulte impérial abroge ce calendrier qui avait été renommé calendrier français, et rétablit le calendrier romain (grégorien) à partir du 11 nivôse an XIV (1er janvier 1806).
Ce fut Laplace lui-même qui présenta au Sénat conservateur le rapport de la commission « pour l'examen du projet de sénatus-consulte portant rétablissement du calendrier grégorien » : « Il ne s'agit point d'examiner quel est, de tous les calendriers possibles, le plus naturel et le plus simple. Nous dirons seulement que ce n'est, ni celui qu'on veut abandonner, ni celui qu'on vous propose de reprendre ».
Le dernier numéro « vieux style » du 10 nivôse an XIV (31 décembre 1805) du Moniteur universel paraît avec le no 100 qui affiche toujours les deux calendriers. Le lendemain la date grégorienne figure seule dorénavant, précédée du nom du jour de la semaine, tandis que la numérotation du journal est réinitialisée au rang du jour dans la nouvelle année grégorienne qui commence. Le calendrier révolutionnaire n'aura été appliqué que durant 12 ans, 2 mois et 27 jours.
Le préfet des Bouches-du-Rhône Thibaudeau écrira plus tard : « Malgré la promesse solennelle faite par le gouvernement consulaire de conserver le calendrier républicain comme une conquête faite sur le fanatisme on ne s’en servait presque plus pour les actes publics. Dans les relations sociales, le calendrier romain avait été remis en usage ; dans l'ordre religieux il était nécessairement suivi ; la double date était ainsi constamment employée ; il y avait dans le fait deux calendriers à-la-fois, ».

### Enseignements
Thibaudeau poursuit son analyse, reprenant à son compte les arguments développés au Sénat par les rapporteurs Regnaud de Saint-Jean d'Angély et Mounier lors de la séance du 15 fructidor an XIII (2 septembre 1805), :
« Le calendrier républicain avait été imaginé dans la vue de donner aux Français un calendrier purement civil, et qui, n'étant subordonné aux pratiques d'aucun culte, convînt également à tous ».
« Les autres avantages de ce calendrier étaient la longueur uniforme des mois composés constamment de trente jours. Les saisons qui commençaient avec le mois, et ces terminaisons symétriques qui faisaient apercevoir à quelle saison chaque mois appartenait, étaient des idées simples et commodes. Enfin, dans ce calendrier on voyait une division sage et régulière fondée sur la connaissance exacte de l'année et du cours du soleil. […] »
« On reprochait au calendrier républicain deux défauts essentiels. Le premier et le plus grave était la règle prescrite pour les sextiles qu'on avait fait dépendre du cours vrai et inégal du soleil, au lieu de les placer à des intervalles fixes. On pouvait facilement corriger ce défaut. Il s'agissait de déterminer seulement qu'à commencer de l'an XVI les sextiles se succédassent de quatre en quatre ans, et les années séculaires de quatre cents en quatre cents ans ».
« Le second défaut était dans l'époque assignée pour le commencement de l'année. On aurait dû, pour contrarier moins les habitudes et les usages reçus, le fixer au solstice d'hiver ou bien à l'équinoxe du printemps, c'est-à-dire au passage du soleil par le point d'où tous les astronomes de tous les temps et de tous les pays avaient compté les mouvements célestes. On avait préféré l'équinoxe d'automne pour éterniser le souvenir de la fondation de la République. Enfin, il jetait des embarras dans les relations extérieures. […] »
« La véritable raison pour laquelle on abrogeait le calendrier nouveau, c'est qu'il était odieux à Rome et une institution de la République, qu'on ne le croyait plus compatible avec l'Empire et avec la religion catholique de fait et un peu de droit dominante », conclut Thibaudeau. « Quant aux relations extérieures, toute l'Europe correspondait sans difficulté avec la Russie et la Porte ottomane, qui n'étaient pas d'humeur de sacrifier leurs calendriers aux convenances du catholicisme ».
Pour Bronisław Baczko, « À l'ancien calendrier, aussi irrationnel et imprégné de préjugé que le temps de l'histoire dont il fixait la marche, devait s'opposer un système nouveau, rationnel aussi bien dans ses principes que dans ses symboles ».
« Les législateurs avaient méconnu », observe de son côté Paul Couderc, « la force des liens avec le passé, la puissance des anniversaires dans le cœur des hommes ». La réforme grégorienne, appliquée en France sous Henri III dès décembre 1582, venait en 1752 seulement d'être adoptée en Angleterre et en Suède. L'astronome anglais Bradley, qui l'avait vigoureusement préconisée, en resta impopulaire jusqu'à sa mort, d'où la boutade de Voltaire : « La populace anglaise aimait mieux voir le calendrier en désaccord avec le soleil, que d'être d'accord avec le pape, et refusait d'accepter une réforme dont il aurait fallu savoir gré au grand Turc, s'il l'avait proposée, ».
« La chronologie nouvelle », poursuit Couderc, « rompait avec l'Histoire. S'accordant au futur, elle restait sourde au passé, même le plus récent. Elle n'eut pas le temps de pousser des racines dans l'âme du peuple et disparut sans être regrettée des contemporains, ».

## Architecture du calendrier républicain
On peut ramener à trois les motifs qui déterminèrent, à l'automne 1793, la réforme du calendrier grégorien. La Convention voulait briser une arme entre les mains du clergé, propager tout ce qui pouvait inculquer à la nation l'amour de la République et de la liberté, enfin soumettre la mesure du temps aux principes de la numération décimale qui régissaient tout juste depuis le décret du 1er août la mesure des surfaces, des volumes et des poids. Lagrange et Monge, qui avec Borda avaient rapporté les travaux de la commission des poids et mesures, faisaient également partie de celle du calendrier.

### Bref historique des calendriers

#### Le calendrier égyptien
« Les Égyptiens, depuis la plus haute antiquité, et les Babyloniens, 746 ans avant l'ère vulgaire, se rapprochèrent des vrais principes, en faisant leur année de 360 jours, distribués en 12 mois égaux de 30 jours et 5 épagomènes » écrit Romme dans son rapport. Ces calendriers bien connus des astronomes de la Commission la conduisirent à s'en inspirer et à en corriger les imperfections.
Le calendrier égyptien comptait en fin d'année cinq jours épagomènes pour correspondre au cycle astronomique qu'il représente, c'est-à-dire l'année tropique. Il était cependant loin d'être parfait ; il restait « vague », car l'année s'y trouvait plus courte d'un quart de jour, ce que les Égyptiens n'ignoraient pas. Cependant, malgré son incommodité, il fut conservé sous la pression des traditions pendant plusieurs millénaires. Le besoin d'intercaler un jour tous les quatre ans se fit néanmoins sentir en 238 avant notre ère, sous Ptolémée III Évergète (246 à 222), motivant un décret qui précisait : « Pour que les saisons se succèdent d'après une règle absolue et conformément à l'ordre du monde, un jour supplémentaire sera intercalé tous les quatre ans entre les cinq jours épagomènes et le nouvel an ».

#### Le calendrier julien
Le calendrier julien mentionné par Romme dans son rapport est un calendrier solaire utilisé dans la Rome antique, introduit par Jules César (d'où son nom) pour remplacer le calendrier romain républicain. César fit venir d'Égypte l'astronome grec Sosigène, établi à Alexandrie, et le prit pour conseiller. La réforme repose sur l'hypothèse que l'année tropique comporte exactement 365,25 jours. Pourtant Hipparque, le plus grand astronome de l'Antiquité, avait reconnu, cent ans plus tôt, que l'année est inférieure à 365,25 jours et lui attribuait 365 jours 5 heures 55 minutes. Sosigène ne pouvait ignorer le résultat d'Hipparque. Un écart de cinq minutes lui parut-il négligeable pour un
calendrier, ?
L'année civile devant, par commodité, avoir un nombre entier de jours, l'année commune fut fixée à trois cent soixante cinq jours, trop courte d'un quart de jour. Pour lier le calendrier aux saisons, pour que les phénomènes astronomiques qui les gouvernent se reproduisent aux mêmes dates, on décida de combler le déficit annuel d'un quart de jour par un jour additionnel tous les quatre ans. il fut décidé aussi que l'équinoxe de printemps coïnciderait désormais avec le 25 mars. Enfin César ramena le début de l'année du 1er mars au 1er janvier, date à laquelle les consuls entraient en charge : le 1er janvier de l'an 45 av. J.-C. inaugure donc la réforme julienne.
L'année tropique, qui raccourcit très lentement et vaut aujourd'hui environ 365,242 189 8 jours, dépassait de très peu 365,242 3 jours au temps de César. L'année julienne l'emporte de 0,007 8 jour, c'est-à-dire de 11 minutes 14 secondes, sur l'année astronomique des saisons. Le système de César ne remplit donc pas strictement les conditions nécessaires à une fixité définitive. En un siècle de cent années juliennes, l'excès atteint trois quarts de jour environ. Au bout de quatre siècles, le calendrier julien est en retard de trois jours sur les saisons. Autrement dit, la date du passage du soleil à l'équinoxe de printemps avance de trois jours tous les quatre siècles, dans le calendrier julien.

#### Le calendrier grégorien
En l'an 325 l'équinoxe de printemps tomba le 21 mars et les pères de l'église qui tenaient concile à Nicée pensèrent que l'équinoxe de printemps tomberait désormais indéfiniment à cette date. Fort imprudemment, ils lièrent la fixation de Pâques à la date du 21 mars. Dans les siècles qui suivirent, le calendrier julien continua, naturellement, à dériver par rapport à l'équinoxe, qui s'écarta peu à peu du 21 mars. Depuis ce Concile, mille deux cent cinquante-sept ans
s'étaient écoulés ; l'équinoxe de printemps tomba le 11 mars en l'an 1582, en avance de dix jours par rapport à la date du 21 qui lui avait alors été assignée.
L'écart constaté est conforme aux calculs. Pour ramener l'équinoxe au 21 mars, il suffisait de couper dix jours à l'année 1582 : ce retranchement fut fait par le pape Grégoire XIII (d'où le calendrier grégorien) et pour l'Église romaine, au mois d'octobre. Le lendemain du jeudi 4 octobre fut le vendredi 15. En France le retranchement eut lieu en décembre sous Henri III (le lendemain du
dimanche 9 fut le lundi 20). La continuité de la semaine est ainsi maintenue. L'an 1582 n'eut donc que trois cent cinquante-cinq jours et dès l'année suivante, 1583, le 21 mars coïncida avec l'équinoxe de printemps.
La loi destinée à conserver indéfiniment cette coïncidence est importante à connaître : il suffit de supprimer le plus régulièrement possible le caractère bissextil de trois années parmi la centaine que le calendrier julien introduit en quatre cents ans. Pour assurer un nombre entier de jours à l'année, on y ajoute tous les 4 ans, les années dont le millésime est divisible par 4, un jour intercalaire, à l'exception des années séculaires, qui ne sont bissextiles que si leur millésime est divisible par 400 (1600, 2000). En appliquant cette règle, on arrive à une année de 365,242 5 jours au lieu de 365,242 189 8 jours soit un excès de 1 jour en 3 223 ans, ou 26,8 secondes par an.
C'est à ce calendrier que Romme veut tordre le cou. L'abbé Grégoire écrira dans ses mémoires : « J'ai mentionné ailleurs la création du calendrier nouveau, inventé par Romme pour détruire le dimanche : c'était son but, il me l'a avoué. Le dimanche, lui dis-je, existait avant toi, il existera encore après toi ».

### L'année républicaine

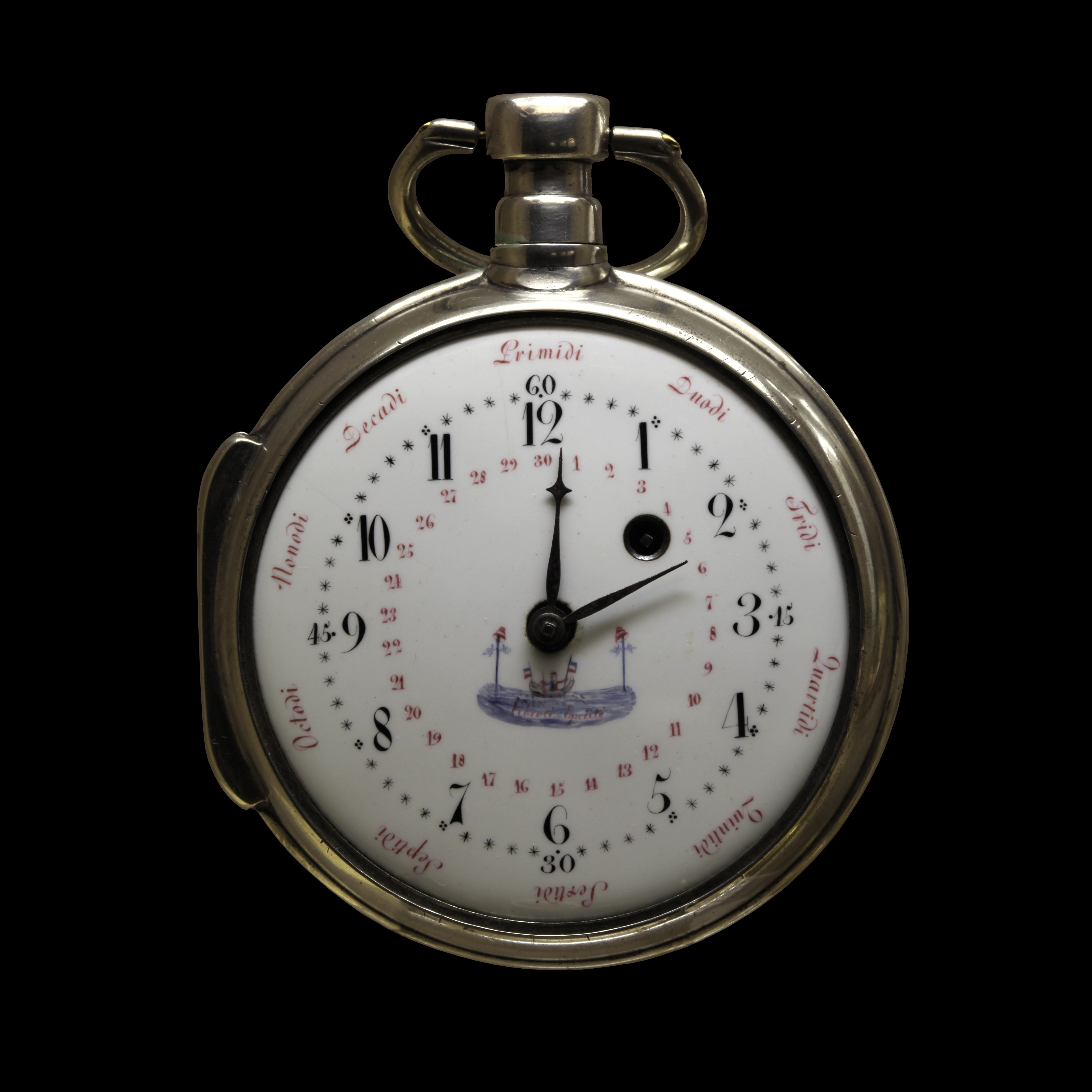
Montre gousset à heures duodécimales, et jours du mois et de la semaine en calendrier révolutionnaire. Exposée au musée des Beaux-Arts de Neuchâtel.

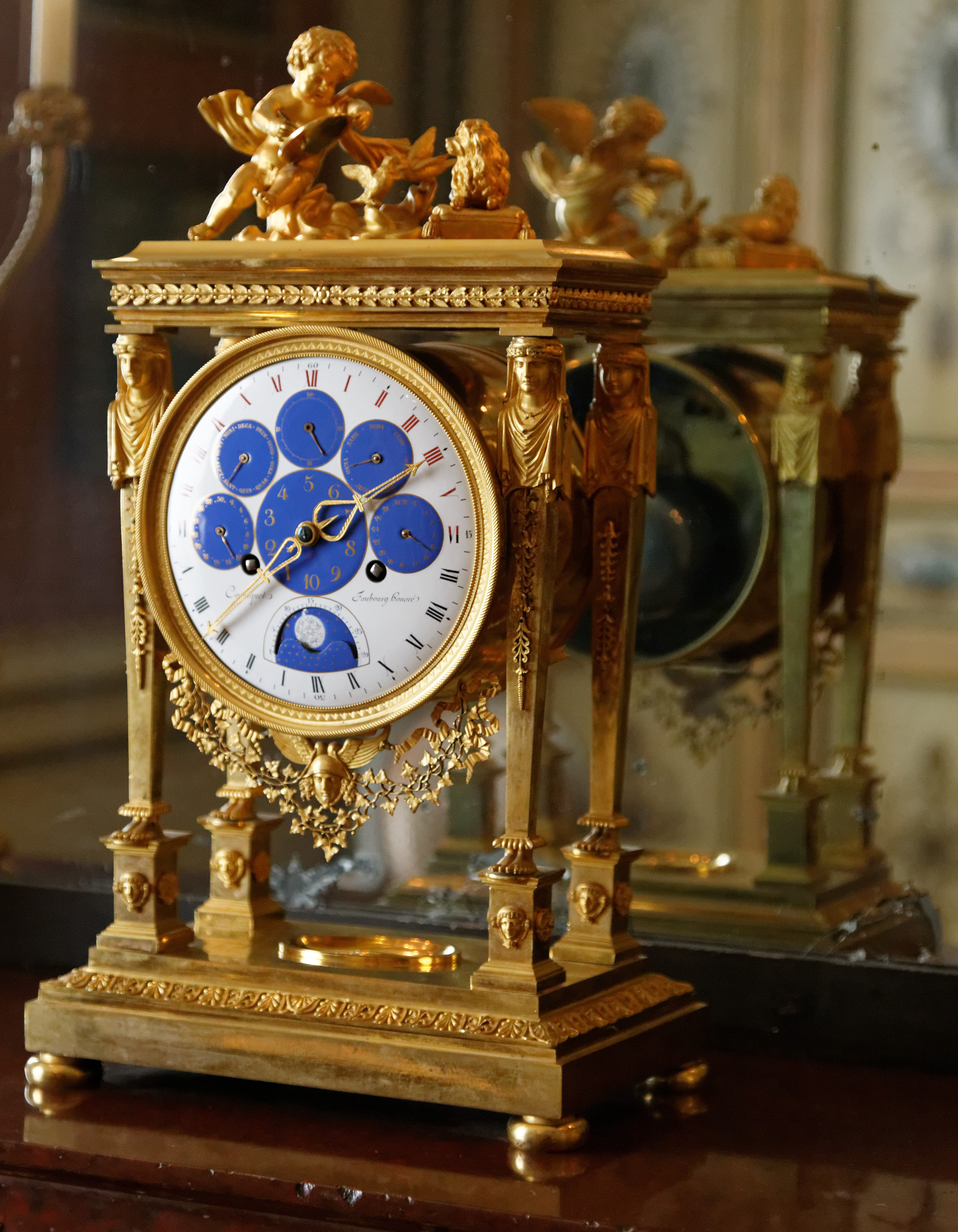
Corniquet - horloge à heures duodécimales et décimales. Exposée au Musée des Arts Décoratifs de Paris

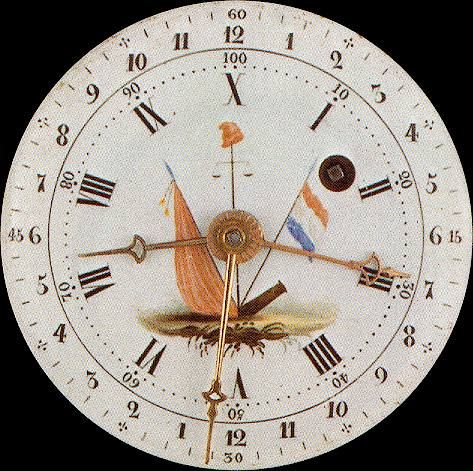
Cadran d'horloge affichant à la fois l'heure décimale (à l'intérieur du cercle) et l'heure duodécimale (sur le bord extérieur).

L'année du calendrier républicain est découpée en douze mois de 30 jours chacun (soit 360 jours), plus cinq (ou six jours les années sextiles) ajoutés en fin de l'année afin de faire correspondre le début de l'année suivante avec l'équinoxe d'automne au méridien de Paris.
La notion de mois, dont l'étymologie est attachée au cycle lunaire, est donc conservée mais disparaît celle de semaine, d'origine biblique, même si elle correspond grossièrement à un quart du cycle lunaire. Chaque mois est découpé en trois décades de 10 jours.
Dans son rapport sur l'ère de la République présenté au Comité d'Instruction publique le 20 septembre 1793, Romme n'hésite pas à affirmer :

« Aujourd'hui, beaucoup plus éclairé on sent l'inutilité de ces réformes préparées à l'avance pour plusieurs siècles, et qui ont fait le désespoir des chronologistes, des historiens et des astronomes. En suivant le cours naturel des choses, et cherchant un point fixe dans les mouvements célestes bien connus aujourd'hui, il sera toujours facile de faire coïncider l'année civile avec l'année solaire par des corrections qui se feront successivement, aussitôt que les petites différences cumulées auront produit un jour. […]
Si la raison veut que nous suivions la nature plutôt que de nous traîner servilement sur les traces erronées de nos prédécesseurs, nous devons fixer invariablement notre jour intercalaire au moment où la position de l'équinoxe le comportera.
Après une première disposition, que la concordance avec les observations astronomiques rend nécessaire, la période sera toujours de 4 ans ; sa longueur, les jeux publics que vous instituerez, sans doute, au jour intercalaire qui la termine, la rapprocheront de l'Olympiade des Grecs ; nous vous proposons de l'appeler l'Olympiade française, et la dernière année l'Olympique. »

Absent de Paris au moment de la promulgation du décret de création du 14 vendémiaire (5 octobre 1793), Lalande déplore à son retour l'incompatibilité de l'article III « Le commencement de chaque année est fixé à minuit, commençant le jour où tombe l'équinoxe vrai d'automne pour l'Observatoire de Paris » avec la règle d'intercalation de l'article X « En mémoire de la Révolution, qui, après quatre ans, a conduit la France au gouvernement républicain la période bissextile de quatre ans est appelée la franciade ».
Romme ne veut pas entendre que cette périodicité de quatre ans des années sextiles implique des règles d'intercalation rigoureuses analogues à celles du système grégorien afin que la durée moyenne de l'année républicaine s'approche au mieux de celle de l'année tropique mesurée par Lalande (365 jours 5 heures 48 minutes et 48 secondes, valeur qui peut s'écrire 365,242 222 jours,).
Le décret de la Convention nationale sur l'ère, le commencement et l'organisation de l'année et sur les noms des jours et des mois du calendrier républicain est promulgué le 4 frimaire an II (24 novembre 1793) ; en annexe, l'instruction sur l’ère de la République et sur la division de l’année ne tient aucun compte des remarques de Lalande en reprenant le texte présenté deux mois plus tôt par Romme au Comité d'Instruction publique.

« La raison veut que nous suivions la nature, plutôt que de nous traîner servilement sur les traces erronées de nos prédécesseurs. Nous devons donc fixer invariablement notre jour intercalaire dans l'année que la position de l'équinoxe d'automne comportera. Après une première disposition que la concordance avec les observations astronomiques rend nécessaire, la période
sera de quatre ans. Ce n'est qu'après cent vingt-neuf ans environ qu'on devra retrancher le jour intercalaire à l'une de ces périodes. »

Le décret entérine une contradiction : l'année commence le jour de l'équinoxe d'automne d'après l'article III et l'année sextile est intercalée tous les quatre ans d'après l'article X. Une table jointe en annexe au décret donne, pour les treize prochaines années de la République, les années sextiles, savoir l'an III, l'an VII et l'an XI, qui se succèdent avec la régularité quadriennale … de l'intercalation julienne !
Selon l'article XI du décret du 4 frimaire, la journée devait être ensuite découpée suivant le système décimal « de minuit à minuit » ; elle comportait dix heures découpées en dix parties elles-mêmes décomposables en dix parties, ainsi de suite « jusqu’à la plus petite portion commensurable de la durée ». Les 12 heures d'une montre ancien style devaient ainsi correspondre à 5 heures d'une montre nouveau style ; le 10e d'une heure nouvelle valait 14 minutes et 24 secondes anciennes. L'article XXII de la loi du 18 germinal an III (7 avril 1795), relative aux poids et aux mesures, suspend cette disposition de la loi pour une période indéterminée.

### Les années sextiles
Le mot « bissextile » des calendriers julien et grégorien tient son origine aux particularités du calendrier romain. Le mois, consacré aux dieux infernaux, conserva
en apparence un nombre pair de jours (vingt-huit), les nombres impairs étant tenus pour favorables et consacrés aux dieux supérieurs. Mais on doubla le vingt-quatrième jour de février, qui portait le nom de sixième avant les calendes de mars, 1er mars. Le jour supplémentaire fut donc dit : bis-sextus (ante) calendas martias d'où le terme de bissextil
. La commission de Romme s'empressa de corriger ce mot attaché aux calendriers bannis pour retenir dorénavant le mot « sextile ».
Romme pensait que les années sextiles se suivraient régulièrement de quatre en quatre ans, et qu'après trente-trois périodes quadriennales le jeu naturel de l'équinoxe ferait supprimer un jour intercalaire (ce qui n'est pas le cas). Le décret du 4 frimaire consacre cette périodicité présumée, et ordonne que « la période de quatre ans, au bout de laquelle l'addition d'un jour est ordinairement nécessaire, serait appelée la Franciade ».
Après la chute de Robespierre du 9 thermidor an II (27 juillet 1794), Lalande revient à la charge, et avec Delambre il propose à Laplace d’en revenir au système grégorien d’intercalation. Ils alertent Romme : il est convenu de revoir les articles III et X du décret.
Il s’avérait, selon les calculs  de l’astronome Delambre (qui n'avait pas été consulté en 1793), que les années sextiles ne revenaient pas si régulièrement que cela et que, trois fois en un siècle, l’intervalle entre deux années sextiles aurait compté cinq ans. D’autre part, Delambre constata que, compte tenu de l’imprécision des calculs de l’époque, il serait impossible de dire à l’avance si l’équinoxe tomberait avant ou après 24 heures lorsque l’heure calculée de l’équinoxe était trop proche de minuit. Le cas devait se produire en l'an CXLIV où le calcul indiquait l'équinoxe comme devant arriver vingt secondes avant minuit, mais où en réalité il pouvait aussi bien arriver quelques minutes après minuit, ce qui eût entraîné une différence d'un jour,.

#### Projet de correction de l'intercalation
Romme se chargea de porter la question devant le Comité d'instruction publique, dont il n'était plus membre depuis le mois de ventôse an II
. Ce fut le 20 germinal an III (9 avril 1795) qu'il se présenta au Comité, composé alors de Prieur, Massieu, Daunou, Bailleul, Grégoire, Rabaut-Pomier, Deleyre, Dulaure, Barailon, Villar, Lakanal, Curée, Plaichard, Wandelaincourt, Lanthenas et Lalande (de la Meurthe). Le Comité, après l'avoir entendu, prit l'arrêté suivant : « Le Comité arrête que le représentant du peuple G. Romme lui fera un rapport sur l'ordre à établir dans les sextiles de l'ère républicaine. Il est autorisé à appeler pour cet objet auprès de lui les citoyens qu'il jugera les plus propres à l'aider de leurs lumières ».
Romme convoqua alors une assemblée de géomètres et d'astronomes, devant laquelle Delambre exposa son projet, qui fut adopté. « Romme, raconte Delambre, voulut le rédiger lui-même ; il s'y trompait toujours, et je lui faisais mes observations ; enfin, quand il ne resta plus que quelques légères imperfections, j'y donnai mon assentiment ». Romme était tenu à garder certains ménagements : on ne pouvait pas avouer tout simplement qu'on s'était trompé, sans ébranler la confiance du public et de la Convention à l'endroit du nouveau calendrier, et donner prise aux commentaires malveillants des adversaires ; le rapport ne devait donc pas parler d' « abroger » certains articles du décret, mais de les « perfectionner ».
Ce fut le 19 floréal que Romme reparut devant le Comité d'instruction, et le procès-verbal de la séance relate en ces termes ce qui se passa : « Le représentant du peuple Romme fait au Comité
un rapport dont il avait été chargé par arrêté du 20 germinal sur les difficultés que présenterait l'exécution rigoureuse de l'article III du décret du 4 frimaire an II sur l'ère républicaine. Il propose, pour la distribution des jours intercalaires, une règle fixe et facile qui ramène la coïncidence de l'année civile avec l'année moyenne astronomique. Le projet de décret qu'il a lu, à la suite de ce rapport, a reçu quelques amendements, et a été adopté comme il suit, pour être présenté à la Convention nationale (suit un projet de décret en sept articles). »
Le Comité arrête que le rapport et le projet de décret seront imprimés et distribués à la Convention nationale pour préparer la discussion. Le Comité rapporte son arrêté du 6 nivôse, qui charge la Commission d'instruction publique de faire graver et imprimer deux calendriers perpétuels en forme de tableaux, présentés par l'éditeur Thuillier de Versailles, et Nouet, attaché comme astronome à l'Observatoire. La Commission est chargée de suspendre sur-le-champ le travail et de payer ce qui se trouve fait en exécution de l'arrêté cité.

Le rapporteur débute par un éloge de l'annuaire de la République, où l'on trouve « une division du temps simple, facile, exacte, indépendante de toute opinion, de tout préjugé, de toute localité, et par conséquent digne d'un peuple souverain ». Puis il continue en ces termes : 

« Un degré de perfection lui manquait dans la manière d'exécuter l'article III du décret du 4 frimaire, qui fixe le commencement de l'année. Delambre, astronome distingué, chargé de mesurer un arc du méridien pour déterminer avec précision l'unité naturelle et générale de toutes nos mesures, a calculé les difficultés qui résulteraient de l'exécution trop rigoureuse de cet article, et la possibilité de les lever toutes par une règle simple et fixe, en restant dans les limites les plus rapprochées du décret, dans les cas peu nombreux où il y aurait de l'inconvénient à s'y renfermer tout à fait. […]
Dans les calendriers julien et grégorien, les années bissextiles se déterminent par une règle facile, mais insuffisante. […]
Un grand nombre de causes, dont quelques-unes ne sont encore appréciées qu'approximativement, tendent à faire varier sans cesse la longueur absolue de l'année. Cette variation ne peut jamais aller au delà de cinquante secondes par an, mais elle est irrégulière, et ne peut se déterminer par une règle simple. Il paraissait donc naturel, pour conserver toujours l'incidence des saisons aux mêmes époques de l'année, de renoncer à toute espèce de règle pour la distribution des jours intercalaires, et de faire résulter l'intercalation de la cumulation des différences annuelles rectifiées sur les observations récentes, en ajoutant un jour aussitôt que la somme de ces différences sortirait
des limites d'un minuit à l'autre. […]
C'est dans cet esprit qu'a été rédigé l'article III du décret, après avoir consulté les hommes éclairés nommés dans le rapport qui fut fait alors. Cet article demande que l'année commence avec le jour où tombe l'équinoxe vrai pour l'Observatoire de Paris. Un examen plus approfondi de cette question, par Lalande, Laplace, mais surtout par Delambre, a fait sentir la nécessité de faire toutes les années égales, et de soumettre les intercalations à des règles fixes. […]
En supposant même qu'on puisse déterminer exactement et d'avance le jour de l'équinoxe vrai, il résulterait de l'exécution rigoureuse de l'article une distribution très irrégulière des jours intercalaires. Le plus souvent, ils arriveraient de quatre en quatre ans, mais quelques-uns n'arriveraient qu'après cinq ans, et cela à des intervalles inégaux ; il en résulterait, de plus, que les sextiles tomberaient tantôt sur des années paires, tantôt sur des années impaires. Cette irrégularité ne pourrait être soumise à aucune règle facile ; l'astronome, le chronologiste, le fonctionnaire public, le commerçant, ne pourraient savoir si une année est sextile qu'en consultant une table calculée exprès. On a vu plus haut s'il est possible de la faire toujours exacte. »

La règle que proposent les astronomes établit trois corrections indispensables : « l'une tous les quatre ans ; la seconde tous les quatre cents ans ; la troisième tous les trente-six siècles, ou pour plus de convenance tous les quatre mille ans ». On ajouterait un jour intercalaire à l'année tous les quatre ans, en exceptant les années séculaires ; toutefois, tous les quatre siècles, l'année séculaire serait sextile ; mais, au bout d'une période de quatre mille ans, la dernière année séculaire de la période, qui eût dû être sextile, serait une année ordinaire. Cette dernière disposition était une innovation, tandis que la correction de la quatrième année séculaire existait déjà dans le calendrier grégorien. Elle conduit à une durée moyenne de l'année républicaine égale à 365,242 25 jours.
Un projet de décret résumait les propositions contenues dans le rapport,
. Par le repositionnement de la première année sextile en l'An IV au lieu de l'An III auparavant, il privilégiait l'article X sur l'article III du décret du 4 frimaire an II mais il ne vint jamais en discussion devant la Convention. Les événements de prairial emportèrent Romme et ses amis, laissant le calendrier inachevé. Ici encore, c'est la situation politique qui commandait l'attitude des uns et des autres. Après la fin tragique de Romme, l'abbé Grégoire, qui lui avait succédé, n'osa pas proposer le décret à l'Assemblée de peur qu'un débat ne s'ouvrît, qui aurait pu conduire à une demande d'abrogation.
Delambre écrira plus tard : « Nous aurions pu trouver dans le Comité d'instruction publique un autre rapporteur, mais celui auquel nous nous adressâmes n'osa proposer aucune réforme, de peur qu'on ne supprimât tout à fait ce calendrier, au lieu de le corriger ». Ainsi, les thermidoriens et les astronomes préfèrent s'accommoder des imperfections de l'article X, plutôt que de risquer de perdre l'un des symboles de la République. C'est ce calendrier non modifié qui sera en usage en France jusqu'au 11 nivôse an XIV (1er janvier 1806).

#### Les propositions de Delambre
L'article VI du projet de décret mérite d'être signalé : « Tous les ans, il sera extrait de la Connaissance des temps, et présenté à l'Assemblée nationale, un annuaire pour les usages civils : calculé sur des observations
exactes, il servira de type aux calendriers qui se répandront dans la République ». En 1797 le Bureau des longitudes publie la date du début des vingt-cinq premières années républicaines qui fait apparaître que l'an XIX n'est pas une année sextile, première contradiction avec la règle quadriennale des années sextiles observées jusqu'alors.
Delambre propose en outre une règle astucieuse d'intercalation possible qui respecte à la fois d'une part l'article III et d'autre part, l'article X du décret du 4 frimaire an II, dès lors que l'on adopte pour longueur de l'année la valeur obtenue par Lalande de 365 jours 5 heures 48 minutes et 48 secondes, valeur qui peut s'écrire 365,242 222 jours. Pour trouver les rapports qui approximent le mieux l'excédent fractionnaire de l'année, il utilise la technique du développement en fraction continue,. Il dresse ainsi la table des années sextiles des 400 premières années du calendrier républicain depuis sa promulgation le 14 vendémiaire an II.

### Les mois
Le poète Fabre d'Églantine fut chargé de trouver une nomenclature moins sèche et moins abstraite que celle proposée par Romme dans son rapport à la Convention nationale du 20 septembre 1793. L'idée qui lui servit de principe fut « de consacrer par le calendrier le système agricole et d'y ramener la nation, en marquant les époques et les fractions de l'année par des signes intelligibles ou visibles pris dans l'agriculture ou l'économie rurale ».
Dans ce système, les dénominations du temps sont empruntées à son contenu et servent à le désigner.

« Ainsi, les trois premiers mois de l'année, qui composent l'automne, prennent leur étymologie : le premier des vendanges, qui ont lieu de septembre en octobre ; ce mois se nomme vendémiaire ; le second, des brouillards et des brumes basses qui sont, si je puis m'exprimer ainsi, la transsudation de la nature d'octobre en novembre ; ce mois se nomme brumaire ; le troisième, du froid, tantôt sec, tantôt humide, qui se fait sentir de novembre en décembre ; ce mois se nomme frimaire.
Les trois mois de l'hiver prennent leur étymologie, le premier, de la neige qui blanchit la terre de décembre en janvier ; ce mois se nomme nivôse ; le second, des pluies qui tombent généralement avec plus d'abondance de janvier en février ; ce mois se nomme pluviôse ; le troisième, des giboulées qui ont lieu, et du vent qui vient sécher la terre de février en mars ; ce mois se nomme ventôse.
Les trois mois du printemps prennent leur étymologie, le premier, de la fermentation et du développement de la sève de mars en avril ; ce mois se nomme germinal ; le second, de l'épanouissement des fleurs d'avril en mai ; ce mois se nomme floréal ; le troisième, de la fécondité riante et de la récolte des prairies de mai en juin ; ce mois se nomme prairial.
Les trois mois de l'été enfin prennent leur étymologie, le premier, de l'aspect des épis ondoyants et des moissons dorées qui couvrent les champs de juin en juillet ; ce mois se nomme messidor ; le second, de la chaleur, tout à fois solaire et terrestre, qui embrase l'air de juillet en août ; ce mois se nomme thermidor ; le troisième, des fruits, que le soleil dore et mûrit d'août en septembre ce mois se nomme fructidor. »

- Mois d'automne (terminaison en -aire, du latin -arius, suffixe adjectival)
  - Vendémiaire (22/23/24 septembre ~ 21/22/23 octobre) – Période des vendanges[C 1]
  - Brumaire (22/23/24 octobre ~ 20/21/22 novembre) – Période des brumes et des brouillards[C 2]
  - Frimaire (21/22/23 novembre ~ 20/21/22 décembre) – Période des froids (frimas)[C 3]
- Mois d'hiver (terminaison en -ose à l'origine, abusivement orthographiée ôse par la suite, du latin -osus, « doté de »)
  - Nivôse (21/22/23 décembre ~ 19/20/21 janvier) – Période de la neige[C 4]
  - Pluviôse (20/21/22 janvier ~ 18/19/20 février) – Période des pluies[C 5]
  - Ventôse (19/20/21 février ~ 20/21 mars) – Période des vents[C 6]
- Mois du printemps (terminaison en -al, du latin -alis, suffixe adjectival)
  - Germinal (21/22 mars ~ 19/20 avril) – Période de la germination[C 7]
  - Floréal (20/21 avril ~ 19/20 mai) – Période de l'épanouissement des fleurs[C 8]
  - Prairial (20/21 mai ~ 18/19 juin) – Période des récoltes des prairies[C 9]
- Mois d'été (terminaison en -idor, du grec dôron, don)
  - Messidor (19/20 juin ~ 18/19 juillet) – Période des moissons[C 10]
  - Thermidor (19/20 juillet ~ 17/18 août) – Période des chaleurs[C 11]
  - Fructidor (18/19 août ~ 16/17 septembre) – Période des fruits[C 12]

### Les décades
Chaque mois est divisé en trois décades, (périodes de 10 jours). L'essentiel était d'avoir toujours le quantième du mois à sa disposition sans être obligé de recourir au calendrier matériel. On obtint ce résultat avec la dénomination ordinale. Fabre d'Églantine inventa des mots qui, tout en conservant la signification du nombre ordinal, formèrent un nom différent pour chaque jour. Il proposa de dire pour exprimer les jours de la décade : « primedi, duodi, tridi, quartidi, quintidi, sextidi, septidi, octidi, nonidi, décadi ».
Cette combinaison permet de déterminer presque instantanément le quantième du mois. « Par exemple, dit Fabre, il suffit de savoir que le jour actuel est tridi pour être certain que c'est aussi le 3 ou le 13 ou le 23 du mois, comme avec quartidi, le 4 ou le 14 ou le 24 du mois, ainsi de suite. On sait toujours à peu près si le mois est à son commencement, à son milieu ou à sa fin. Ainsi l'on dira tridi est le 3 au commencement, le 13 au milieu, le 23 à la fin, ».

### Les jours de l'année
Là ne se bornèrent pas les innovations de Fabre d’Églantine. Le calendrier, remarquait-il, est, par excellence, le livre du peuple. Il faut en profiter « pour glisser parmi le peuple les notions rurales élémentaires, pour lui montrer la richesse de la nature, pour lui faire aimer les champs, et lui désigner avec méthode, l'ordre des influences du ciel et des productions de la terre ». « Les prêtres n'avaient pas ignoré le parti qu'on pouvait tirer du calendrier. Pour propager et affermir leur empire, ils avaient placé chaque jour sous la protection d'un prétendu saint. Mais ce catalogue n'était que le répertoire du mensonge, de la duperie et du charlatanisme ».
Exeunt les apôtres, les vierges et les martyrs, le législateur devait chasser « cette foule de canonisés » du calendrier du peuple et leur substituer « tous les objets qui composent la véritable richesse nationale, le digne objet sinon de son culte, du moins de sa culture ». « En conséquence, nous avons rangé par ordre, dans la colonne de chaque mois, les noms des vrais trésors de l'économie rurale. Les grains, les pâturages, les arbres, les racines, les fleurs, les fruits, les plantes, sont disposés dans le calendrier, de manière que la place et le quantième que chaque production occupe est précisément le temps et le jour où la nature nous en fait présent ». André Thouin, jardinier en chef du Jardin du roi, transformé en 1793 en muséum national d’histoire naturelle, fit étalage de sa science de botaniste.
À chaque quintidi on inscrivit le nom de l'animal, poisson, oiseau ou mammifère, qui pouvait à la même époque aider l'homme dans ses travaux, le nourrir de sa chair, ou le charmer de son chant. Chaque décadi fut à son tour marqué par le nom d'un instrument aratoire. On choisit, autant que possible, celui dont le travailleur avait besoin pendant le mois. La cuve, par exemple, était inscrite au premier décadi de vendémiaire, le pressoir au second et au troisième le tonneau.
Les railleries n'ont pas été ménagées à cette partie du calendrier républicain qui procède pourtant d'idées généreuses et de sentiments élevés. Fabre voulut montrer qu'avec la République, était venu le temps « où un laboureur est plus estimé que tous les rois de la terre, et l'agriculture comptée comme le premier des arts de la vie civile ».
Un projet de décret résumait les propositions contenues dans le rapport que présente Romme au Comité d'instruction publique le 19 floréal an III. Il comprend en particulier un article VII qui dispose : « La Commission d'instruction publique est chargée d'accélérer, par tous les moyens qui sont à sa disposition, la propagation des nouvelles mesures du temps. Elle est autorisée à renouveler tous les ans la nomenclature des objets utiles qui doivent accompagner l'annuaire pour chaque jour, et sur lesquels il doit être fait des notices instructives pour l'usage des écoles ».
Ce dernier alinéa a une certaine importance, en ce qu'il nous montre que les noms de végétaux, d'animaux et d'instruments agricoles, qui avaient été placés dans le calendrier pour l'an II, n'étaient nullement regardés comme faisant partie intégrante de l'annuaire, puisqu'on proposait de « renouveler cette nomenclature tous les ans ». Ceux, qui, de nos jours, croient nécessaire de reproduire telle quelle la nomenclature de Fabre d’Églantine vont donc à l'encontre des intentions de Romme et du Comité d'instruction publique.

### Les jours complémentaires de fin d'année
Les jours épagomènes sont appelés sans-culottides (sansculottides) par le décret du 4 frimaire an II (24 novembre 1793). Ils deviennent des jours complémentaires avec le décret du 7 fructidor an III (24 août 1795). En mémoire de la Révolution, la période bissextile de quatre ans – dite sextile depuis le décret du 19 brumaire an II (9 novembre 1793) – porte le nom de Franciade.

« Il reste à vous parler des jours d'abord nommés épagomènes, ensuite complémentaires. Ce mot n'était que didactique, par conséquent sec, muet pour l'imagination ; il ne présentait au peuple qu'une idée froide, qu'il rend vulgairement lui-même par la périphrase de solde de compte, ou par le barbarisme de la définition. Nous avons pensé qu'il fallait pour ces cinq jours une dénomination collective, qui portât un caractère national, capable d'exprimer la joie et l'esprit du peuple français, dans les cinq jours de la fête qu'il célébrera au terme de chaque année.
Il nous a paru possible, et surtout juste, de consacrer par un mot nouveau l'expression de sans-culotte qui en serait l'étymologie. D'ailleurs, une recherche aussi intéressante que curieuse nous apprend que les aristocrates, en prétendant nous avilir par l'expression de sans-culotte, n'ont pas eu même le mérite de l'invention.
Dès la plus haute antiquité, les Gaulois, nos aïeux, s'étaient fait honneur de cette dénomination. L'histoire nous apprend qu'une partie de la Gaule, dite ensuite Lyonnaise (la patrie des Lyonnais), était appelée la Gaule culottée, Gallia braccata ; par conséquent le reste des Gaules, jusqu'aux bords du Rhin, était la Gaule non culottée ; nos pères dès lors étaient donc des sans-culottes. Quoi qu'il en soit de l'origine de cette dénomination antique ou moderne, illustrée par la liberté, elle doit nous être chère : c'en est assez pour la consacrer solennellement.
Nous appellerons donc les cinq jours collectivement pris les sansculottides. »

Fabre d'Églantine voulait ainsi glorifier un nom que les aristocrates infligeaient comme une injure aux défenseurs de la Liberté.
Dans le projet initial, les cinq sansculottides ou sans-culottides des années ordinaires étaient celles du Génie, du Travail, des Actions, des Récompenses et de l'Opinion. Mais Robespierre demanda par amendement que les Actions devinssent la Vertu afin de remettre à leur place le Génie et la Vertu et promulguer dans l'ordre la Vertu, le Génie, le Travail, l'Opinion et les Récompenses.
Les jours complémentaires sont consacrés à des réjouissances et à des fêtes. Les années sextiles — exactement et fortuitement tous les quatre ans durant l'ère républicaine — le sixième épagomène est le jour complémentaire par excellence, le jour de la Révolution où l'on célèbre des jeux nationaux.
1. Jour de la Vertu (17/18 septembre)[C 13]
2. Jour du Génie (18/19 septembre)[C 14]
3. Jour du Travail (19/20 septembre)[C 15]
4. Jour de l'Opinion (20/21 septembre)[C 16]
5. Jour des Récompenses (21/22 septembre)[C 17]
6. Jour de la Révolution (22/23 septembre), et uniquement les années sextiles[C 18]

## Exemple de calendrier républicain
Les 12 planches ci-dessous sont gravées par Salvatore Tresca d'après Louis Lafitte, vers 1797-1806.

### Mois d'automne
- Productions nationales et instruments ruraux associés aux mois d’automne (vendémiaire[187], brumaire[188], frimaire[189]) :

|                                               |         |                |
| Vendémiaire (22/24 septembre – 21/23 octobre) |         |                |
| 1                                             | 22 sep  | Raisin         |
| 2                                             | 23 sep  | Safran         |
| 3                                             | 24 sep  | Châtaigne      |
| 4                                             | 25 sep  | Colchique      |
| 5                                             | 26 sep  | Cheval         |
| 6                                             | 27 sep  | Balsamine      |
| 7                                             | 28 sep  | Carotte        |
| 8                                             | 29 sep  | Amarante       |
| 9                                             | 30 sep  | Panais         |
| 10                                            | 1er oct | Cuve           |
| 11                                            | 2 oct   | Pomme de terre |
| 12                                            | 3 oct   | Immortelle     |
| 13                                            | 4 oct   | Potiron        |
| 14                                            | 5 oct   | Réséda         |
| 15                                            | 6 oct   | Âne            |
| 16                                            | 7 oct   | Belle-de-nuit  |
| 17                                            | 8 oct   | Citrouille     |
| 18                                            | 9 oct   | Sarrasin       |
| 19                                            | 10 oct  | Tournesol      |
| 20                                            | 11 oct  | Pressoir       |
| 21                                            | 12 oct  | Chanvre        |
| 22                                            | 13 oct  | Pêche          |
| 23                                            | 14 oct  | Navet          |
| 24                                            | 15 oct  | Amaryllis      |
| 25                                            | 16 oct  | Bœuf           |
| 26                                            | 17 oct  | Aubergine      |
| 27                                            | 18 oct  | Piment         |
| 28                                            | 19 oct  | Tomate         |
| 29                                            | 20 oct  | Orge           |
| 30                                            | 21 oct  | Tonneau        |

|                                           |         |             |
| Brumaire (22/24 octobre – 20/22 novembre) |         |             |
| 1                                         | 22 oct  | Pomme       |
| 2                                         | 23 oct  | Céleri      |
| 3                                         | 24 oct  | Poire       |
| 4                                         | 25 oct  | Betterave   |
| 5                                         | 26 oct  | Oie         |
| 6                                         | 27 oct  | Héliotrope  |
| 7                                         | 28 oct  | Figue       |
| 8                                         | 29 oct  | Scorsonère  |
| 9                                         | 30 oct  | Alisier     |
| 10                                        | 31 oct  | Charrue     |
| 11                                        | 1er nov | Salsifis    |
| 12                                        | 2 nov   | Mâcre       |
| 13                                        | 3 nov   | Topinambour |
| 14                                        | 4 nov   | Endive      |
| 15                                        | 5 nov   | Dindon      |
| 16                                        | 6 nov   | Chervis     |
| 17                                        | 7 nov   | Cresson     |
| 18                                        | 8 nov   | Dentelaire  |
| 19                                        | 9 nov   | Grenade     |
| 20                                        | 10 nov  | Herse       |
| 21                                        | 11 nov  | Bacchante   |
| 22                                        | 12 nov  | Azerole     |
| 23                                        | 13 nov  | Garance     |
| 24                                        | 14 nov  | Orange      |
| 25                                        | 15 nov  | Faisan      |
| 26                                        | 16 nov  | Pistache    |
| 27                                        | 17 nov  | Macjonc     |
| 28                                        | 18 nov  | Coing       |
| 29                                        | 19 nov  | Cormier     |
| 30                                        | 20 nov  | Rouleau     |

|                                            |         |              |
| Frimaire (21/23 novembre – 20/22 décembre) |         |              |
| 1                                          | 21 nov  | Raiponce     |
| 2                                          | 22 nov  | Turneps      |
| 3                                          | 23 nov  | Chicorée     |
| 4                                          | 24 nov  | Nèfle        |
| 5                                          | 25 nov  | Cochon       |
| 6                                          | 26 nov  | Mâche        |
| 7                                          | 27 nov  | Chou-fleur   |
| 8                                          | 28 nov  | Miel         |
| 9                                          | 29 nov  | Genièvre     |
| 10                                         | 30 nov  | Pioche       |
| 11                                         | 1er déc | Cire         |
| 12                                         | 2 déc   | Raifort      |
| 13                                         | 3 déc   | Cèdre        |
| 14                                         | 4 déc   | Sapin        |
| 15                                         | 5 déc   | Chevreuil    |
| 16                                         | 6 déc   | Ajonc        |
| 17                                         | 7 déc   | Cyprès       |
| 18                                         | 8 déc   | Lierre       |
| 19                                         | 9 déc   | Sabine       |
| 20                                         | 10 déc  | Hoyau        |
| 21                                         | 11 déc  | Érable sucré |
| 22                                         | 12 déc  | Bruyère      |
| 23                                         | 13 déc  | Roseau       |
| 24                                         | 14 déc  | Oseille      |
| 25                                         | 15 déc  | Grillon      |
| 26                                         | 16 déc  | Pignon       |
| 27                                         | 17 déc  | Liège        |
| 28                                         | 18 déc  | Truffe       |
| 29                                         | 19 déc  | Olive        |
| 30                                         | 20 déc  | Pelle        |

### Mois d'hiver
- Productions nationales et instruments ruraux associés aux mois d’hiver (nivôse[190], pluviôse[191], ventôse[192]) :

|                                         |         |                 |
| Nivôse (21/23 décembre – 19/21 janvier) |         |                 |
| 1                                       | 21 déc  | Tourbe          |
| 2                                       | 22 déc  | Houille         |
| 3                                       | 23 déc  | Bitume          |
| 4                                       | 24 déc  | Soufre          |
| 5                                       | 25 déc  | Chien           |
| 6                                       | 26 déc  | Lave            |
| 7                                       | 27 déc  | Terre végétale  |
| 8                                       | 28 déc  | Fumier          |
| 9                                       | 29 déc  | Salpêtre        |
| 10                                      | 30 déc  | Fléau           |
| 11                                      | 31 déc  | Granit          |
| 12                                      | 1er jan | Argile          |
| 13                                      | 2 jan   | Ardoise         |
| 14                                      | 3 jan   | Grès            |
| 15                                      | 4 jan   | Lapin           |
| 16                                      | 5 jan   | Silex           |
| 17                                      | 6 jan   | Marne           |
| 18                                      | 7 jan   | Pierre à chaux  |
| 19                                      | 8 jan   | Marbre          |
| 20                                      | 9 jan   | Van             |
| 21                                      | 10 jan  | Pierre à plâtre |
| 22                                      | 11 jan  | Sel             |
| 23                                      | 12 jan  | Fer             |
| 24                                      | 13 jan  | Cuivre          |
| 25                                      | 14 jan  | Chat            |
| 26                                      | 15 jan  | Étain           |
| 27                                      | 16 jan  | Plomb           |
| 28                                      | 17 jan  | Zinc            |
| 29                                      | 18 jan  | Mercure         |
| 30                                      | 19 jan  | Crible          |

|                                          |         |              |
| Pluviôse (20/22 janvier – 18/20 février) |         |              |
| 1                                        | 20 jan  | Lauréole     |
| 2                                        | 21 jan  | Mousse       |
| 3                                        | 22 jan  | Fragon       |
| 4                                        | 23 jan  | Perce neige  |
| 5                                        | 24 jan  | Taureau      |
| 6                                        | 25 jan  | Laurier thym |
| 7                                        | 26 jan  | Amadouvier   |
| 8                                        | 27 jan  | Mézéréon     |
| 9                                        | 28 jan  | Peuplier     |
| 10                                       | 29 jan  | Cognée       |
| 11                                       | 30 jan  | Ellébore     |
| 12                                       | 31 jan  | Brocoli      |
| 13                                       | 1er fév | Laurier      |
| 14                                       | 2 fév   | Avelinier    |
| 15                                       | 3 fév   | Vache        |
| 16                                       | 4 fév   | Buis         |
| 17                                       | 5 fév   | Lichen       |
| 18                                       | 6 fév   | If           |
| 19                                       | 7 fév   | Pulmonaire   |
| 20                                       | 8 fév   | Serpette     |
| 21                                       | 9 fév   | Thlaspi      |
| 22                                       | 10 fév  | Thymèle      |
| 23                                       | 11 fév  | Chiendent    |
| 24                                       | 12 fév  | Trainasse    |
| 25                                       | 13 fév  | Lièvre       |
| 26                                       | 14 fév  | Guède        |
| 27                                       | 15 fév  | Noisetier    |
| 28                                       | 16 fév  | Cyclamen     |
| 29                                       | 17 fév  | Chélidoine   |
| 30                                       | 18 fév  | Traîneau     |

|                                      |          |             |
| Ventôse (19/21 février – 20/21 mars) |          |             |
| 1                                    | 19 fév   | Tussilage   |
| 2                                    | 20 fév   | Cornouiller |
| 3                                    | 21 fév   | Violier     |
| 4                                    | 22 fév   | Troène      |
| 5                                    | 23 fév   | Bouc        |
| 6                                    | 24 fév   | Asaret      |
| 7                                    | 25 fév   | Alaterne    |
| 8                                    | 26 fév   | Violette    |
| 9                                    | 27 fév   | Marceau     |
| 10                                   | 28 fév   | Bêche       |
| 11                                   | 1er mars | Narcisse    |
| 12                                   | 2 mars   | Orme        |
| 13                                   | 3 mars   | Fumeterre   |
| 14                                   | 4 mars   | Vélar       |
| 15                                   | 5 mars   | Chèvre      |
| 16                                   | 6 mars   | Épinard     |
| 17                                   | 7 mars   | Doronic     |
| 18                                   | 8 mars   | Mouron      |
| 19                                   | 9 mars   | Cerfeuil    |
| 20                                   | 10 mars  | Cordeau     |
| 21                                   | 11 mars  | Mandragore  |
| 22                                   | 12 mars  | Persil      |
| 23                                   | 13 mars  | Cochléaria  |
| 24                                   | 14 mars  | Pâquerette  |
| 25                                   | 15 mars  | Thon        |
| 26                                   | 16 mars  | Pissenlit   |
| 27                                   | 17 mars  | Sylvie      |
| 28                                   | 18 mars  | Capillaire  |
| 29                                   | 19 mars  | Frêne       |
| 30                                   | 20 mars  | Plantoir    |

### Mois du printemps
- Productions nationales et instruments ruraux associés aux mois du printemps (germinal[193], floréal[194], prairial[195]) :

|                                     |           |            |
| Germinal (21/22 mars – 19/20 avril) |           |            |
| 1                                   | 21 mars   | Primevère  |
| 2                                   | 22 mars   | Platane    |
| 3                                   | 23 mars   | Asperge    |
| 4                                   | 24 mars   | Tulipe     |
| 5                                   | 25 mars   | Poule      |
| 6                                   | 26 mars   | Bette      |
| 7                                   | 27 mars   | Bouleau    |
| 8                                   | 28 mars   | Jonquille  |
| 9                                   | 29 mars   | Aulne      |
| 10                                  | 30 mars   | Couvoir    |
| 11                                  | 31 mars   | Pervenche  |
| 12                                  | 1er avril | Charme     |
| 13                                  | 2 avril   | Morille    |
| 14                                  | 3 avril   | Hêtre      |
| 15                                  | 4 avril   | Abeille    |
| 16                                  | 5 avril   | Laitue     |
| 17                                  | 6 avril   | Mélèze     |
| 18                                  | 7 avril   | Ciguë      |
| 19                                  | 8 avril   | Radis      |
| 20                                  | 9 avril   | Ruche      |
| 21                                  | 10 avril  | Gainier    |
| 22                                  | 11 avril  | Romaine    |
| 23                                  | 12 avril  | Marronnier |
| 24                                  | 13 avril  | Roquette   |
| 25                                  | 14 avril  | Pigeon     |
| 26                                  | 15 avril  | Lilas      |
| 27                                  | 16 avril  | Anémone    |
| 28                                  | 17 avril  | Pensée     |
| 29                                  | 18 avril  | Myrtille   |
| 30                                  | 19 avril  | Greffoir   |

|                                   |          |                |
| Floréal (20/21 avril – 19/20 mai) |          |                |
| 1                                 | 20 avril | Rose           |
| 2                                 | 21 avril | Chêne          |
| 3                                 | 22 avril | Fougère        |
| 4                                 | 23 avril | Aubépine       |
| 5                                 | 24 avril | Rossignol      |
| 6                                 | 25 avril | Ancolie        |
| 7                                 | 26 avril | Muguet         |
| 8                                 | 27 avril | Champignon     |
| 9                                 | 28 avril | Hyacinthe      |
| 10                                | 29 avril | Râteau         |
| 11                                | 30 avril | Rhubarbe       |
| 12                                | 1er mai  | Sainfoin       |
| 13                                | 2 mai    | Bâton-d'or     |
| 14                                | 3 mai    | Chamérisier    |
| 15                                | 4 mai    | Ver à soie     |
| 16                                | 5 mai    | Consoude       |
| 17                                | 6 mai    | Pimprenelle    |
| 18                                | 7 mai    | Corbeille d'or |
| 19                                | 8 mai    | Arroche        |
| 20                                | 9 mai    | Sarcloir       |
| 21                                | 10 mai   | Statice        |
| 22                                | 11 mai   | Fritillaire    |
| 23                                | 12 mai   | Bourrache      |
| 24                                | 13 mai   | Valériane      |
| 25                                | 14 mai   | Carpe          |
| 26                                | 15 mai   | Fusain         |
| 27                                | 16 mai   | Civette        |
| 28                                | 17 mai   | Buglosse       |
| 29                                | 18 mai   | Sénevé         |
| 30                                | 19 mai   | Houlette       |

|                                   |          |               |
| Prairial (20/21 mai – 18/19 juin) |          |               |
| 1                                 | 20 mai   | Luzerne       |
| 2                                 | 21 mai   | Hémérocalle   |
| 3                                 | 22 mai   | Trèfle        |
| 4                                 | 23 mai   | Angélique     |
| 5                                 | 24 mai   | Canard        |
| 6                                 | 25 mai   | Mélisse       |
| 7                                 | 26 mai   | Fromental     |
| 8                                 | 27 mai   | Martagon      |
| 9                                 | 28 mai   | Serpolet      |
| 10                                | 29 mai   | Faux          |
| 11                                | 30 mai   | Fraise        |
| 12                                | 31 mai   | Bétoine       |
| 13                                | 1er juin | Pois          |
| 14                                | 2 juin   | Acacia        |
| 15                                | 3 juin   | Caille        |
| 16                                | 4 juin   | Œillet        |
| 17                                | 5 juin   | Sureau        |
| 18                                | 6 juin   | Pavot         |
| 19                                | 7 juin   | Tilleul       |
| 20                                | 8 juin   | Fourche       |
| 21                                | 9 juin   | Barbeau       |
| 22                                | 10 juin  | Camomille     |
| 23                                | 11 juin  | Chèvrefeuille |
| 24                                | 12 juin  | Caille-lait   |
| 25                                | 13 juin  | Tanche        |
| 26                                | 14 juin  | Jasmin        |
| 27                                | 15 juin  | Verveine      |
| 28                                | 16 juin  | Thym          |
| 29                                | 17 juin  | Pivoine       |
| 30                                | 18 juin  | Chariot       |

### Mois d'été
- Productions nationales et instruments ruraux associés aux mois d’été (messidor[196], thermidor[197], fructidor[198]) :

|                                       |             |           |
| Messidor (19/20 juin – 18/19 juillet) |             |           |
| 1                                     | 19 juin     | Seigle    |
| 2                                     | 20 juin     | Avoine    |
| 3                                     | 21 juin     | Oignon    |
| 4                                     | 22 juin     | Véronique |
| 5                                     | 23 juin     | Mulet     |
| 6                                     | 24 juin     | Romarin   |
| 7                                     | 25 juin     | Concombre |
| 8                                     | 26 juin     | Échalote  |
| 9                                     | 27 juin     | Absinthe  |
| 10                                    | 28 juin     | Faucille  |
| 11                                    | 29 juin     | Coriandre |
| 12                                    | 30 juin     | Artichaut |
| 13                                    | 1er juillet | Giroflée  |
| 14                                    | 2 juillet   | Lavande   |
| 15                                    | 3 juillet   | Chamois   |
| 16                                    | 4 juillet   | Tabac     |
| 17                                    | 5 juillet   | Groseille |
| 18                                    | 6 juillet   | Gesse     |
| 19                                    | 7 juillet   | Cerise    |
| 20                                    | 8 juillet   | Parc      |
| 21                                    | 9 juillet   | Menthe    |
| 22                                    | 10 juillet  | Cumin     |
| 23                                    | 11 juillet  | Haricot   |
| 24                                    | 12 juillet  | Orcanète  |
| 25                                    | 13 juillet  | Pintade   |
| 26                                    | 14 juillet  | Sauge     |
| 27                                    | 15 juillet  | Ail       |
| 28                                    | 16 juillet  | Vesce     |
| 29                                    | 17 juillet  | Blé       |
| 30                                    | 18 juillet  | Chalemie  |

|                                        |            |                |
| Thermidor (19/20 juillet – 17/18 août) |            |                |
| 1                                      | 19 juillet | Épeautre       |
| 2                                      | 20 juillet | Bouillon-blanc |
| 3                                      | 21 juillet | Melon          |
| 4                                      | 22 juillet | Ivraie         |
| 5                                      | 23 juillet | Bélier         |
| 6                                      | 24 juillet | Prêle          |
| 7                                      | 25 juillet | Armoise        |
| 8                                      | 26 juillet | Carthame       |
| 9                                      | 27 juillet | Mûre           |
| 10                                     | 28 juillet | Arrosoir       |
| 11                                     | 29 juillet | Panic          |
| 12                                     | 30 juillet | Salicorne      |
| 13                                     | 31 juillet | Abricot        |
| 14                                     | 1er août   | Basilic        |
| 15                                     | 2 août     | Brebis         |
| 16                                     | 3 août     | Guimauve       |
| 17                                     | 4 août     | Lin            |
| 18                                     | 5 août     | Amande         |
| 19                                     | 6 août     | Gentiane       |
| 20                                     | 7 août     | Écluse         |
| 21                                     | 8 août     | Carline        |
| 22                                     | 9 août     | Câprier        |
| 23                                     | 10 août    | Lentille       |
| 24                                     | 11 août    | Aunée          |
| 25                                     | 12 août    | Loutre         |
| 26                                     | 13 août    | Myrte          |
| 27                                     | 14 août    | Colza          |
| 28                                     | 15 août    | Lupin          |
| 29                                     | 16 août    | Coton          |
| 30                                     | 17 août    | Moulin         |

|                                          |         |               |
| Fructidor (18/19 août – 16/17 septembre) |         |               |
| 1                                        | 18 août | Prune         |
| 2                                        | 19 août | Millet        |
| 3                                        | 20 août | Lycoperdon    |
| 4                                        | 21 août | Escourgeon    |
| 5                                        | 22 août | Saumon        |
| 6                                        | 23 août | Tubéreuse     |
| 7                                        | 24 août | Sucrion       |
| 8                                        | 25 août | Apocyn        |
| 9                                        | 26 août | Réglisse      |
| 10                                       | 27 août | Échelle       |
| 11                                       | 28 août | Pastèque      |
| 12                                       | 29 août | Fenouil       |
| 13                                       | 30 août | Épine-vinette |
| 14                                       | 31 août | Noix          |
| 15                                       | 1er sep | Truite        |
| 16                                       | 2 sep   | Citron        |
| 17                                       | 3 sep   | Cardère       |
| 18                                       | 4 sep   | Nerprun       |
| 19                                       | 5 sep   | Tagette       |
| 20                                       | 6 sep   | Hotte         |
| 21                                       | 7 sep   | Églantier     |
| 22                                       | 8 sep   | Noisette      |
| 23                                       | 9 sep   | Houblon       |
| 24                                       | 10 sep  | Sorgho        |
| 25                                       | 11 sep  | Écrevisse     |
| 26                                       | 12 sep  | Bigarade      |
| 27                                       | 13 sep  | Verge d'or    |
| 28                                       | 14 sep  | Maïs          |
| 29                                       | 15 sep  | Marron        |
| 30                                       | 16 sep  | Panier        |

## Postérité

### Le calendrier républicain perpétuel
Le décret du 4 frimaire an II (24 novembre 1793) de la Convention nationale sur l'ère, le commencement et l'organisation de l'année et sur les noms des jours et des mois du calendrier républicain comporte une contradiction : l'année commence le jour de l'équinoxe d'automne d'après l'article III et l'année sextile est intercalée tous les quatre ans d'après l'article X. Cette erreur ne sera jamais corrigée et sera l'un des arguments utilisés pour le retour au calendrier grégorien.
Cette incohérence ne pose pas de problème sur la période d'utilisation du calendrier républicain. Elle en pose un en revanche pour l'élaboration d'un calendrier républicain perpétuel dont le plus grave défaut est en effet lié à la définition du « début de l'année » fixé au minuit, compté en temps vrai de l'Observatoire de Paris, qui précède l'instant où tombe l'équinoxe d'automne.
Les fondateurs du calendrier républicain eux-mêmes ont cru un moment que les années sextiles tomberaient avec une régularité quadriennale – ce qui est inexact – car il faut savoir quand tombent deux équinoxes d'automne successifs pour décider si l'année qui les sépare contient ou non trois cent soixante-six jours.
James Guillaume a publié en 1908 dans les Études révolutionnaires un recueil d’articles sur la Révolution française, dont l'un très documenté Les sextiles de l'ère républicaine,. Il indique dans cet article que depuis la promulgation du calendrier républicain, par six fois déjà, la détermination des années sextiles par les deux équinoxes automnaux consécutifs a conduit à un intervalle de cinq ans et non quatre, et pour la première fois l'an XX qui succède à l'an XV (première contradiction de l'an XIX), sans aucune récurrence avérée.
Un projet de réforme fut donc préparé par Romme, au nom du Comité d'instruction publique, le 19 floréal an III (8 mai 1795), : il fallait, disait-il, renoncer à la définition du « début de l'année » prévue par les premiers décrets ; il y aurait une année sextile tous les quatre ans, la première étant l'an IV et non l'an III.
Il prévoyait : « Art. 2 : Les années sextiles se succéderont de quatre en quatre ans, et marqueront la fin de chaque franciade. Art. 3 : Sur quatre années séculaires consécutives, sont exceptées de l’article précédent la première, la deuxième, la troisième années séculaires, qui seront communes. Art. 4 : Il en sera ainsi de quatre en quatre siècles, jusqu’au quarantième, qui se terminera par une année commune ».
Les astronomes qui conseillaient Romme savaient comment corriger l'intercalation grégorienne avec une modification très légère qui la perfectionnait, sans la rendre plus difficile. Lalande avait mesuré l'année tropique égale à 365 jours 5 heures 48 minutes et 48 secondes (365,242 222 jours). « En 3 600 ans le calendrier julien mettait 900 intercalations, c'était 28 de trop. Le calendrier grégorien en a retranché 27 ; il en reste une à retrancher, ce qui se fait commodément, en rendant commune l'année 3600 et ses multiples », notait Delambre,.
Il suggéra à Romme d'introduire cette correction dans son projet de réforme du calendrier républicain : « Enfin, je proposais d'ajouter une troisième règle qui était de supprimer une bissextile tous les 3 600 ans, ou, si l'on aimait mieux, tous les 4 000 ans ; ce qui était encore plus commode et presque aussi exact ».
Ce faisant, la durée moyenne de l'année républicaine égale à 365,242 25 jours s'approchait au mieux de la durée de l'année tropique mesurée par Lalande. Présupposant implicitement que cette dernière garderait toujours la même valeur, Romme légiférait pour les quarante siècles à venir. Moins d'un siècle plus tard, Le Verrier constatait déjà une réduction de 0,49 s avec 365 jours 5 heures 48 minutes 47 secondes et 51 centièmes (365,242 216 jours).
En réalité, la durée de l'année tropique diminue régulièrement d'environ 0,531 9 s par siècle. Enfin, le jour n'est pas constant non plus : la rotation de la terre se ralentit, freinée par le perpétuel frottement des marées à la surface solide du globe. « Ces remarques montrent la vanité, même en astronomie, des prédictions à trop lointaine échéance », fait observer Paul Couderc ; « les choses se compliquent de façon surprenante si l'on veut embrasser d'excessives périodes en mécanique céleste ».
Mais Romme fut arrêté et se suicida peu de temps après, si bien que la réforme ne se fit pas.
Il y a ainsi deux options compatibles avec le Système Romme quant à l'évolution future des années sextiles si le calendrier était resté en vigueur :
- une première, celle du projet de réforme préparé par Romme lui-même le 19 floréal an III (8 mai 1795) avec une année sextile tous les quatre ans (la première étant l'an IV), sauf les années séculaires, exceptées celles dont le millésime est divisible par 400 sauf celle du quarantième siècle[34],[Note 63] ;
- une seconde qui consiste à privilégier l'article III sur l'article X du décret[68] de la Convention : les années sextiles sont déterminées de façon que le 1er vendémiaire tombe chaque année sur l'équinoxe automnal, comme c’était le cas de l’an I à l’an XIV[5]. C'est l'option retenue par le Bureau des longitudes, fondé par la loi du 25 juin 1795 (7 messidor an III)[Note 64], qui publie chaque année un annuaire indiquant en particulier la concordance des calendriers, dont les dates de début et de fin des deux années républicaines encadrant l'année civile[207],[Note 65].

### Commune de Paris 1871: An 79 de la République

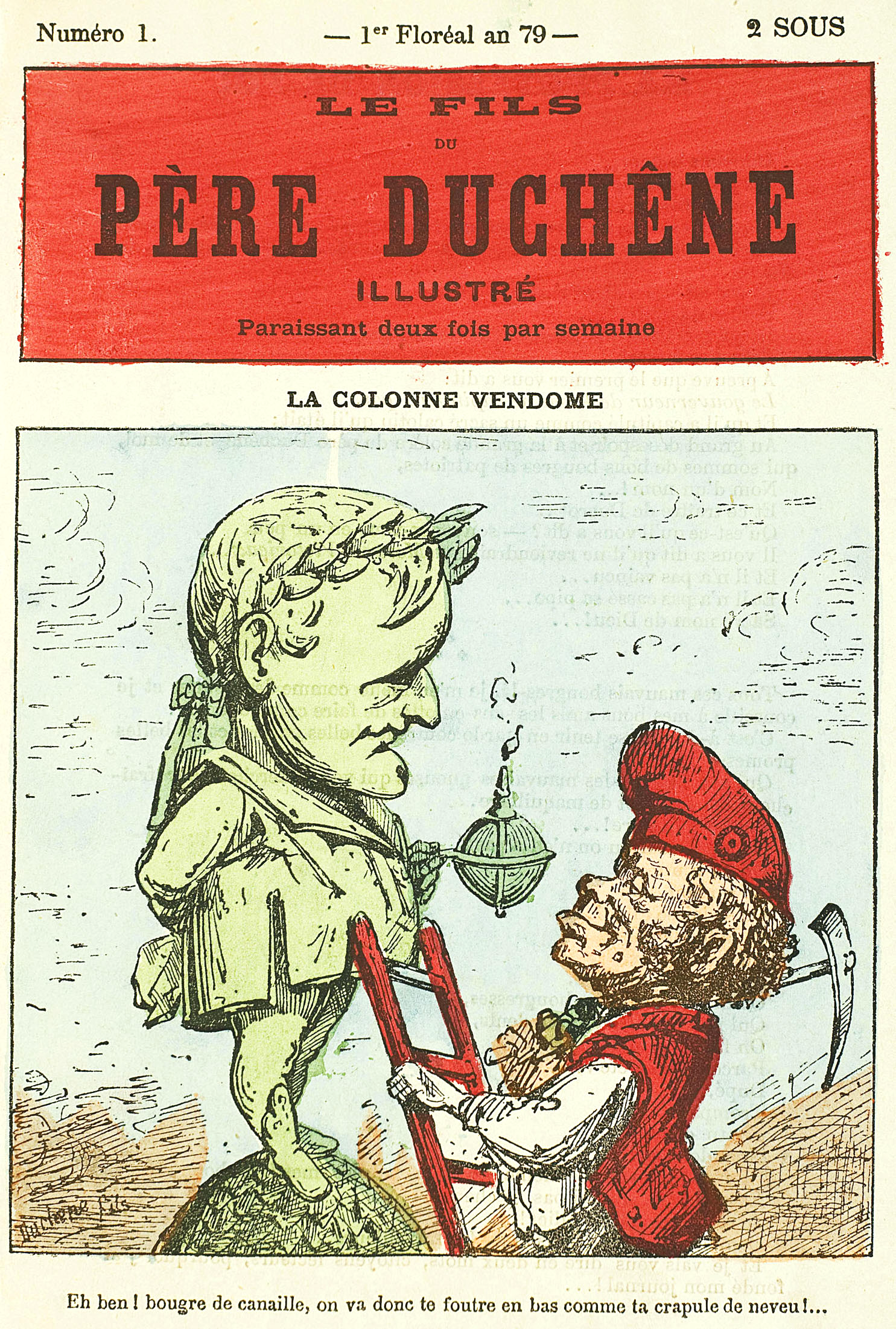
1 Floréal An 79, no 1, Le Fils du père Duchêne illustré, journal publié durant la Commune de Paris.

Le calendrier républicain est repris par la Commune de Paris, notamment par son Journal officiel qui privilégie l'article III sur l'article X du décret du 4 frimaire. Cela concerne trois arrêtés du 6 mai 1871 : le premier sur la délégation à la guerre (15 floréal an LXXIX), le deuxième relatif à la destruction d'une chapelle "expiatoire" de Louis XVI (16 floréal an LXXIX) et le troisième sur l'organisation des chemins de fer (16 floréal an LXXIX). Les dernières éditions du 26 floréal au 4 prairial an LXXIX (16-24 mai 1871) portent en titre à gauche la date républicaine, à droite la date grégorienne.

### Utilisations et usages
Selon l'historien Yannick Marec, il existe « au cours du XIXe siècle quelques personnes pour regretter le comput révolutionnaire », dont une revue rationaliste comme celle de la libre-pensée qui rappelle sa dimension déchristianisatrice ; il note que cette tentative, bataille perdue du calendrier, « a peut-être eu plus d'écho qu'on ne le pense généralement ! ».
Le philosophe grec Theóphilos Kaíris s'en est inspiré pour son calendrier théosébiste, dans les années 1830.
Malgré le rétablissement du calendrier grégorien, certains militants ou écrits anarchistes continuent d'utiliser le calendrier révolutionnaire (ou en double). Ainsi, en 1938 à Almeria, le journal La Voz de la FAI organe de la Fédération Anarchiste Ibérique d'Andalousie, utilise cette datation.
- Calendriers privilégiant l'article III sur l'article X du décret du 4 frimaire an II

Calendriers privilégiant l'article III sur l'article X du décret du
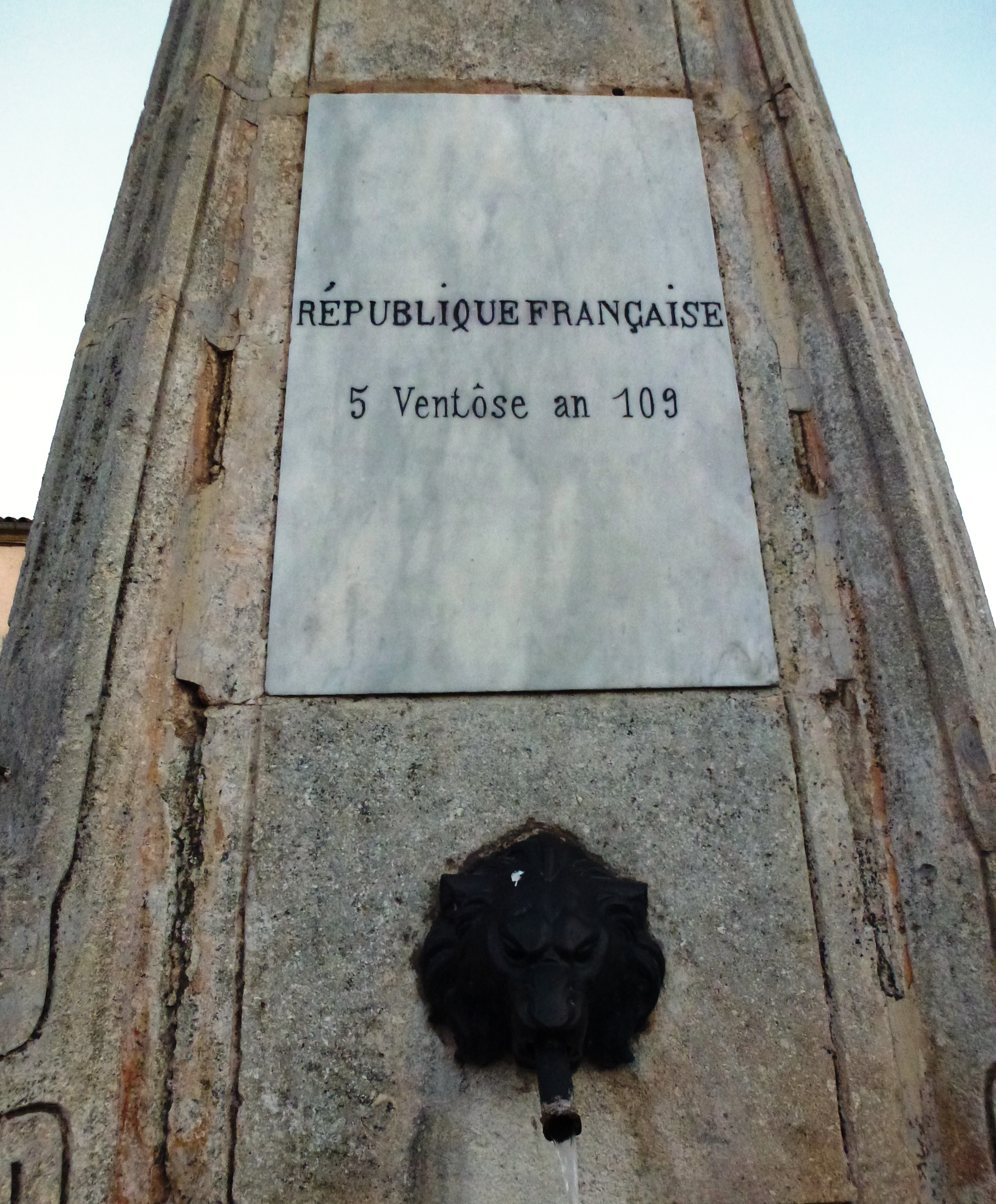
Fontaine à Octon, Hérault datée du 5 Ventôse an 109 (24 Février 1901).
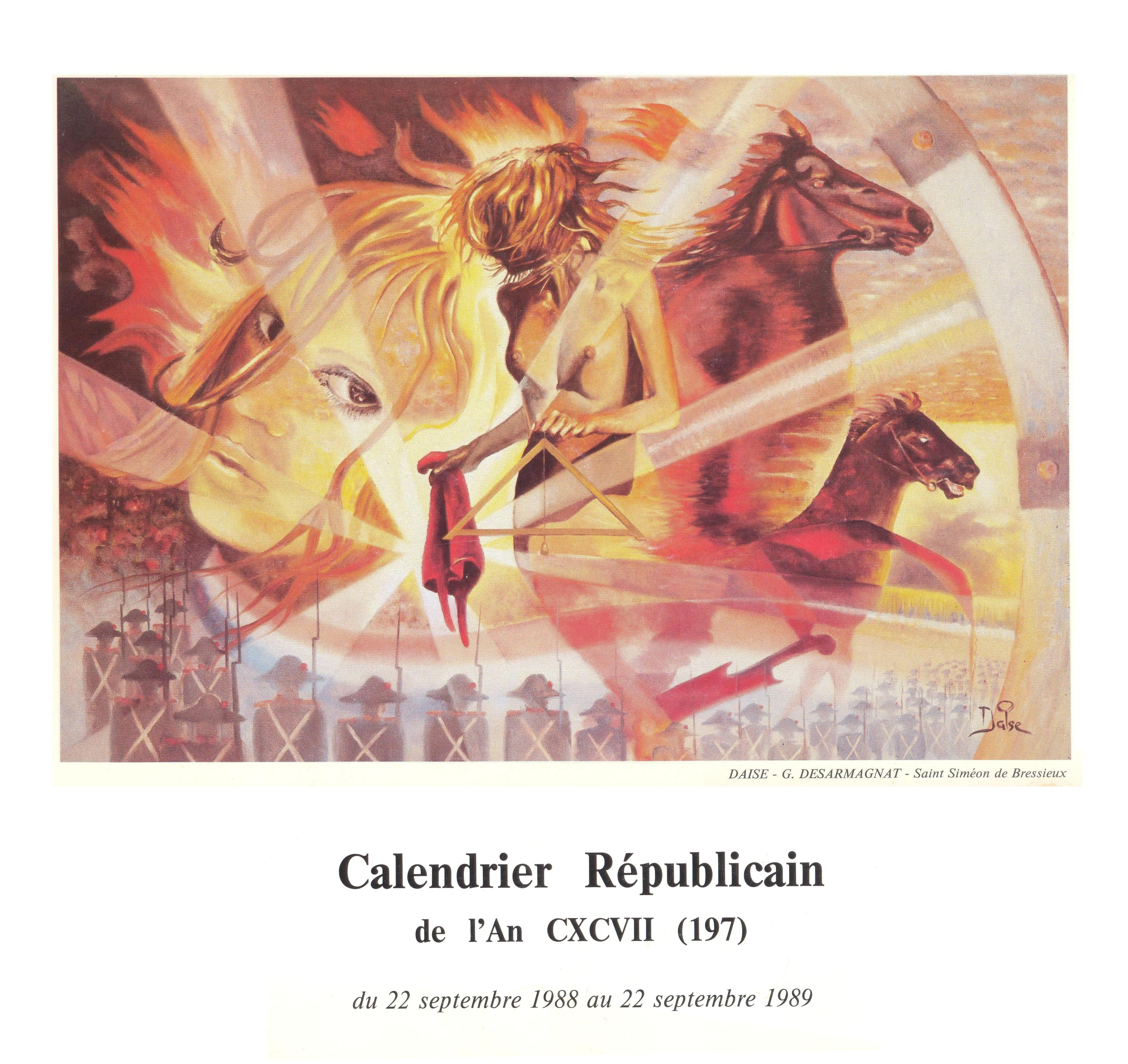
Calendrier républicain de l'an 197 de l'ère des français, édité par la Commission Culturelle Municipale de Saint Siméon de Bressieux.

### Prénoms
Un autre legs du calendrier révolutionnaire est un certain nombre de prénoms tirés du calendrier, et passés dans l’usage courant (voir prénom révolutionnaire), et l’usage du deuxième prénom qui se répand dans toutes les couches sociales.
Plus anecdotiquement, le calendrier républicain a été utilisé — essentiellement de l'an II jusqu'en l'an IX — pour fournir un patronyme aux enfants trouvés : si les prénoms attribués restent classiques, l'enfant recueilli va se voir imposer comme patronyme le nom du jour où il a été déposé ou enregistré, ou — plus rarement — de l'un des jours voisins. Il y a ainsi, dans la période considérée, une floraison de Mélisse, Argile, Andive [sic], Vertu, Poule ou Oranger.

## Date républicaine actuelle duXXIesièclegrégorien

### Projet de réforme préparé par Romme
Les calendriers ci-contre et ci-dessous sont ceux de la première option, le projet de réforme préparé par Romme lui-même le 19 floréal an III (8 mai 1795) avec une année sextile tous les quatre ans (la première étant l'an IV), sauf les années séculaires, exceptées celles dont le millésime est divisible par 400 sauf celle du quarantième siècle.
Les nombres, romains ou non, correspondant aux années du calendrier républicain sont cliquables et permettent d'afficher le calendrier républicain complet de l'an sélectionné.
|          |
| Primidi  |
| Duodi    |
| Tridi    |
| Quartidi |
| Quintidi |
| Sextidi  |
| Septidi  |
| Octidi   |
| Nonidi   |
| Décadi   |

| Décade 31 |                          |
| 1         | Samedi 19 juillet 2025   |
| 2         | Dimanche 20 juillet 2025 |
| 3         | Lundi 21 juillet 2025    |
| 4         | Mardi 22 juillet 2025    |
| 5         | Mercredi 23 juillet 2025 |
| 6         | Jeudi 24 juillet 2025    |
| 7         | Vendredi 25 juillet 2025 |
| 8         | Samedi 26 juillet 2025   |
| 9         | Dimanche 27 juillet 2025 |
| 10        | Lundi 28 juillet 2025    |

| Décade 32 |                          |
| 11        | Mardi 29 juillet 2025    |
| 12        | Mercredi 30 juillet 2025 |
| 13        | Jeudi 31 juillet 2025    |
| 14        | Vendredi 1er août 2025   |
| 15        | Samedi 2 août 2025       |
| 16        | Dimanche 3 août 2025     |
| 17        | Lundi 4 août 2025        |
| 18        | Mardi 5 août 2025        |
| 19        | Mercredi 6 août 2025     |
| 20        | Jeudi 7 août 2025        |

| Décade 33 |                       |
| 21        | Vendredi 8 août 2025  |
| 22        | Samedi 9 août 2025    |
| 23        | Dimanche 10 août 2025 |
| 24        | Lundi 11 août 2025    |
| 25        | Mardi 12 août 2025    |
| 26        | Mercredi 13 août 2025 |
| 27        | Jeudi 14 août 2025    |
| 28        | Vendredi 15 août 2025 |
| 29        | Samedi 16 août 2025   |
| 30        | Dimanche 17 août 2025 |

| 10 h     |
| 9:57:89  |
|          |
| 22:59:22 |
| 24 h     |

| Calendrier républicain | - I - II - III - IV - V - VI - VII - VIII - IX - X - XI - XII - XIII - XIV - 232 - 233 - 234 - | (Romme) |

### Synchronisme des calendriers des deux options
L'astronome Delambre a proposé une règle astucieuse d'intercalation respectant à la fois l'article III (seconde option) mais aussi l'article X du décret du 4 frimaire an II (24 novembre 1793). Il dresse ainsi la table des quatre-vingt-dix-sept années sextiles des 400 premières années du calendrier républicain depuis sa promulgation le 14 vendémiaire an II jusqu'au 21 septembre 2192 qui termine l'année sextile CD et marque la fin du premier cycle républicain de quatre-cents ans.
Dès la fin du XVIIIe siècle, Delambre prévoyait par sa méthode que l'année républicaine CCXXVI (2017-2018) serait sextile – la suivante CCXXX (2021-2022) – ainsi que l'a déterminé l'équinoxe d'automne du 22 septembre 2018 (à 01 h 54 m 05 s en temps universel), ce que chacun peut également vérifier sur un convertisseur de calendrier où prévaut la règle de l'équinoxe de l'article III du décret du 4 frimaire.
Les calendriers de chacune des deux options commencent par être synchrones la première année républicaine CCX du XXIe siècle grégorien.
- Pendant le premier quart du siècle, on constate une alternance de périodes biennales chacune où le calendrier de la première option est en avance d'un jour sur celui de la seconde puis redevient synchrone.

- Pendant le deuxième quart, on continue d'observer la même alternance, mais annuelle pour l'avance et triennale pour le synchronisme.

- La seconde moitié du siècle voit d'abord la continuité de l'alternance du quart de siècle précédent puis commence une longue période synchrone de quelque trente trois années laquelle s'achève par deux périodes où le calendrier de la première option est de nouveau pendant trois ans en avance d'un jour sur celui de la seconde pour redevenir synchrone l'année qui suit.

## Documents de la période révolutionnaire

### Documents divers
- Gilbert Romme, Rapport sur l'ère de la République : séance du 20 septembre 1793, Paris, Imprimerie nationale, 1793, 21 p. (lire en ligne) lire en ligne sur Gallica.
- Fabre d'Églantine, Rapport fait à la Convention nationale dans la séance du 3 du second mois de la seconde année de la République française, au nom de la Commission chargée de la confection du calendrier, Imprimerie nationale, 1793-1794, 33 p. (lire en ligne) lire en ligne sur Gallica.
- Fabre d'Églantine, Calendrier de la république française, une et indivisible, au nom de la commission chargée de sa confection, Bruyères, 1793-1794, 24 p. (lire en ligne) lire en ligne sur Gallica.
- Aubin Louis Millin de Grandmaison, Annuaire du républicain ou légende physico-économique : avec l'explication des trois cents soixante-douze noms imposés aux mois et aux jours…, M. F. Drouhin, 1793-1794, 454 p. (lire en ligne) lire en ligne sur Gallica. Cet ouvrage donne des listes des noms des jours légèrement différentes de celles proposées initialement à la Convention nationale par Fabre d'Églantine.
- Aubin-Louis Millin de Grandmaison, Annuaire du républicain ou légende physico-économique…, M. F. Drouhin, 1793-1794, 360 p. (présentation en ligne).
- Michel de Cubières-Palmézeaux, Le Calendrier républicain : poème suivi d'une Ode au "Vengeur", et de quelques autres poèmes... (poème lu à l'assemblée publique du Lycée des Arts le 10 Frimaire de l'an III), Tessier, 1795, 86 p. (lire en ligne), p. 1-11 lire en ligne sur Gallica.
- Bureau des longitudes et Joseph Delambre, Connaissance des temps à l'usage des astronomes et des navigateurs pour l'année sextile VIIe de la République : Méthodes pour trouver les sextiles du calendrier français, Paris, Dupont, 1797, VIIe Année éd., 494 p. (lire en ligne), p. 318-347 lire en ligne sur Gallica.

### Délibérations du Comité d'instruction publique
- James Guillaume, Procès-verbaux du Comité d'instruction publique de la Convention nationale : 15 octobre 1792 – 2 juillet 1793, t. I (publiés et annotés par James Guillaume), Paris, Imprimerie nationale, 1891, 699 p. (OCLC 494086041, lire en ligne) lire en ligne sur Gallica.
- James Guillaume, Procès-verbaux du Comité d'instruction publique de la Convention nationale : 3 juillet 1793 – 30 brumaire an II (20 novembre 1793), t. II (publiés et annotés par James Guillaume), Paris, Imprimerie nationale, 1894, 944 p. (OCLC 491231209, lire en ligne) lire en ligne sur Gallica.
- James Guillaume, Procès-verbaux du Comité d'instruction publique de la Convention nationale : 1er frimaire an II (21 novembre 1793) – 30 ventôse an II (20 mars 1794), t. III (publiés et annotés par James Guillaume), Paris, Imprimerie nationale, 1897, 679 p. (OCLC 491231257, lire en ligne) lire en ligne sur Gallica.
- James Guillaume, Procès-verbaux du Comité d'instruction publique de la Convention nationale : 1er germinal an II (21 mars 1794) – 11 fructidor an II (28 août 1794), t. IV (publiés et annotés par James Guillaume), Paris, Imprimerie nationale, 1901, 1024 p. (OCLC 494079384, lire en ligne) lire en ligne sur Gallica.
- James Guillaume, Procès-verbaux du Comité d'instruction publique de la Convention nationale : 17 fructidor an II (3 septembre 1794) – 30 ventôse an III (20 mars 1795), t. V (publiés et annotés par James Guillaume), Paris, Imprimerie nationale, 1904, 695 p. (OCLC 491231271, lire en ligne) lire en ligne sur Gallica.
- James Guillaume, Procès-verbaux du Comité d'instruction publique de la Convention nationale : 6 germinal an III (26 mars 1795) – 4 brumaire an IV (26 octobre 1795), t. VI (publiés et annotés par James Guillaume), Paris, Imprimerie nationale, 1907, 960 p. (OCLC 491231300, lire en ligne) lire en ligne sur Gallica.

### Délibérations de la Convention nationale
- Jérôme Madival et Émile Laurent, Convention nationale : du 4 octobre 1793 au 27e jour du premier mois de l'An II (vendredi 18 octobre 1793), t. LXXVI, Paris, Paul Dupont, coll. « Archives parlementaires de 1787 à 1860 / Première Série (1787 à 1799) », 1910, 800 p., p. 120-123 & 695-696 lire en ligne sur Gallica.
- Jérôme Madival et Émile Laurent, Convention nationale : du 28e jour du premier mois de l'An II au 7 Brumaire an II (19 Octobre 1793 au 28 Octobre 1793), t. LXXVII, Paris, Paul Dupont, coll. « Archives parlementaires de 1787 à 1860 / Première Série (1787 à 1799) », 1910, 799 p., p. 496-508 lire en ligne sur Gallica.
- Jérôme Madival et Émile Laurent, Convention nationale : du 8 Brumaire an II au 20 Brumaire an II (29 Octobre 1793 au 10 Novembre 1793), t. LXXVIII, Paris, Paul Dupont, coll. « Archives parlementaires de 1787 à 1860 / Première Série (1787 à 1799) », 1911, 800 p. lire en ligne sur Gallica.
- Jérôme Madival et Émile Laurent, Convention nationale : du 21 Brumaire an II au 3 Frimaire an II (11 Novembre 1793 au 23 Novembre 1793), t. LXXIX, Paris, Paul Dupont, coll. « Archives parlementaires de 1787 à 1860 / Première Série (1787 à 1799) », 1911, 807 p. lire en ligne sur Gallica.
- Jérôme Madival et Émile Laurent, Convention nationale : du 4 Frumaire an II au 15 Frimaire an II (24 Novembre 1793 au 5 Décembre 1793), t. LXXX, Paris, Paul Dupont, coll. « Archives parlementaires de 1787 à 1860 / Première Série (1787 à 1799) », 1912, 829 p. lire en ligne sur Gallica.

### XIXesiècle
- Jean-Étienne Montucla, Histoire des mathématiques : du calendrier français, t. 4 (achevé et publié par Jérôme de Lalande), Paris, Henri Agasse, 1802, 699 p. (lire en ligne), p. 329-334 lire en ligne sur Gallica.
- Joseph Delambre, Astronomie théorique et pratique : Du calendrier, t. III, Paris, 1814, 728 p. (lire en ligne), p. 686-717 lire en ligne sur Gallica.
- Blocquel, Manuel pour la concordance des calendriers républicain et grégorien, depuis la première année (1792-1793), jusques et compris la vingt-cinquième année (1816-1817), Lille, Blocquel, 168 p. (lire en ligne).
- Antoine Claire Thibaudeau, Le Consulat et l'Empire ou Histoire de la France et de Napoléon Bonaparte de 1799 à 1815, t. IV, J. Renouard, 1834, 568 p. (lire en ligne), p. 332 et s. lire en ligne sur Gallica.
- A. Liévyns, Fastes de la légion-d'honneur : biographie de tous les décorés accompagnée de l'histoire législative et réglementaire de l'ordre, t. I, Paris, 1845, 594 p. (lire en ligne), p. XI à LXXV lire en ligne sur Gallica.
- Jules Michelet, Histoire de la Révolution française : Calendrier républicain, Culte nouveau. (Novembre 93.), t. 6, Paris, Chamerot, 1853, 463 p. (lire en ligne), « Chapitre II », p. 366-382 lire en ligne sur Gallica.
- Pierre Larousse, Grand Dictionnaire universel du XIXe siècle, t. 7E, Paris, Administration du grand Dictionnaire universel, 1870, 1 237 p. (lire en ligne), « ÈRE s. f. (è-re lat. æra). », p. 792-797 lire en ligne sur Gallica.
- Marc de Vissac, Romme le Montagnard : Un Conventionnel du Puy-de-Dôme, Clermont-Ferrand, Dilhan-Vivès, 1883, 285 p. (lire en ligne), p. 163-170 lire en ligne sur Gallica.
- Léon Barré, La grande encyclopédie : inventaire raisonné des sciences, des lettres et des arts par une société de savants et de gens de lettres, t. 3, Paris, H. Lamirault, 1887, 1 199 p. (lire en ligne), « Année. I. Astronomie. », p. 47-50 lire en ligne sur Gallica.
- J. Dubourdieu, La grande encyclopédie : inventaire raisonné des sciences, des lettres et des arts par une société de savants et de gens de lettres, t. 8, Paris, H. Lamirault, 1889, 1 199 p. (lire en ligne), « V. Calendrier républicain. », p. 908-910 lire en ligne sur Gallica.
- H. Monin, La grande encyclopédie : inventaire raisonné des sciences, des lettres et des arts par une société de savants et de gens de lettres, t. 17, Paris, H. Lamirault, 1893, 1 200 p. (lire en ligne), « Histoire de la Révolution. — Fêtes révolutionnaires. », p. 352-358 lire en ligne sur Gallica.

### XXesiècle
- Fabre d'Églantine et Camille Flammarion, Curiosités de la science : Rapport fait à la Convention nationale, dans la séance du 3 du second mois de la seconde année de la République Française, au nom de la Commission chargée de la confection du Calendrier (1792), Paris, Ernest Flammarion, 1901, 256 p. (lire en ligne), p. 227-257 lire en ligne sur Gallica.
- James Guillaume, Études révolutionnaires : les sextiles de l'ère républicaine, Paris, Stock, 1908, 400 p. (OCLC 670412975, lire en ligne), p. 308-346.
- Jean Thouvenot, « Les enfants trouvés à Nancy (1793–1830) », dans Actes du 75e Congrès nat. des Soc. savantes (Nancy, 1950), Paris, Section d'hist. moderne, 1951 (présentation en ligne, lire en ligne), p. 101-121.
- Bronislaw Baczko et Pierre Nora (dir.) (avec la collaboration de Charles-Robert Ageron (et autres)), La République : Le calendrier républicain, t. I, Gallimard, coll. « Les Lieux de mémoire », 1984, 674 p. (ISBN 2-07-070192-1 et 9782070701926, OCLC 30618581, présentation en ligne), p. 39-46, 63.
- André Blanc, L'homme emprisonne le temps : les calendriers, Paris, Les Belles Lettres, 1986, 108 p. (ISBN 2-251-37042-0, OCLC 812938352, présentation en ligne), p. 30-34
- Bureau des longitudes, Le calendrier républicain : de sa création à sa disparition, suivi d'une concordance avec le calendrier grégorien (Cet ouvrage retrace, à partir d'archives et de documents divers, l'historique du calendrier républicain qui fut utilisé en France de 1793 à 1806 de sa création à son abolition et donne la correspondance avec le calendrier grégorien utilisé de nos jours. Il expose en outre les arguments en faveur de son établissement et les critiques qui ont entraîné sa disparition.), Paris, Éditions de l'Observatoire de Paris, 1989, 137 p. (ISBN 2-90-105716-0 et 9-78-290105716-1, OCLC 59950454, présentation en ligne, lire en ligne).
- Michel Froeschlé, Le calendrier républicain correspondait-il à une nécessité scientifique ? : actes du 114e comgrès national des sociétés savantes, t. II, Paris, Ed. du Comité des travaux historiques et scientifiques, 1989, 608 p. (présentation en ligne), p. 453-465.
- Michel Froeschlé, « À propos du calendrier républicain : Romme et l'astronomie », Annales historiques de la Révolution française, no 304 « Gilbert Romme. Actes du colloque de Riom (19-20 mai 1995) »,‎ avril-juin 1996, p. 303-325 (lire en ligne).
- Bronislaw Baczko, Une Éducation pour la démocratie : Textes et projets de l'époque révolutionnaire, Paris, Éditions Garnier Frères, 2000 (réimpr. Librairie Droz) (1re éd. 1982), 526 p. (ISBN 260000517X et 9782600005173, OCLC 1152897350, présentation en ligne), « Rapport sur l'ère de la République, septembre 1793 », p. 399-400.
- Paul Couderc, Le Calendrier, Paris, Presses universitaires de France, coll. « Que sais-je », 2000 (réimpr. 8e  éd.2000), 125 p. (ISBN 2-13-039959-2).

### XXIesiècle
- CLaude Naudin, De temps en temps, Histoires de calendriers, Paris, Tallandier, 2001, 160 p. (ISBN 2-235-02-277-4), p. 108-117
- Maurice Genty et Albert Soboul (dir.), Dictionnaire historique de la Révolution française, Paris, Presses universitaires de France, coll. « Quadrige », 2005, 1184 p. (ISBN 2-13053-605-0 et 978-2-13-053605-5, OCLC 1123798822, présentation en ligne), « Maréchal Pierre Sylvain », p. 715-716.
- Marie-Odile Mergnac, Les prénoms du calendrier révolutionnaire, Paris, Archives et culture, 2006, 63 p. (ISBN 2-35077-003-6, présentation en ligne).
- Yannick Marec et Michel Lagrave (préf. Michel Lagrave), Vers une république sociale ? un itinéraire d'historien : culture politique, patrimoine et protection sociale aux XIXe et XXe siècles, Paris, Presses universitaires de Rouen et du Havre, coll. « Histoire et patrimoines », 2009 (ISBN 2-87775-877-X et 978-2-87-7758772, OCLC 949146141, présentation en ligne, lire en ligne), p. 49.
- Véronique Le Ru, « Le calendrier comme norme : Annexe : le calendrier républicain », Savoirs En Prisme, no 2 « Le calendrier comme norme »,‎ 2012 (lire en ligne).
- Jacques-Olivier Boudon, Citoyenneté, République et Démocratie en France: 1789-1899, Paris, Éditions Armand Colin, coll. « Collection U, Histoire », 2014, 320 p. (ISBN 2-20060-045-3 et 978-2-20-060045-7, OCLC 1232866890, présentation en ligne, lire en ligne), « L'effacement des traces de la République ».
- Michel Laurencin, Le calendrier républicain : un marqueur de la régénération de la société sous la Révolution, t. 28, Académie des sciences, arts et belles-lettres de Touraine, coll. « Mémoires de l’Académie des Sciences, Arts et Belles-Lettres de Touraine », 2015 (lire en ligne), p. 61-85.
- Vincent Petit, « Saint Napoléon. Un saint pour la nation. Contribution à l'imaginaire politique français », Napoleonica. La Revue, vol. 2015/2, no 23,‎ 2015, p. 59 à 127 (lire en ligne).
- Edouard Mehl et Nicolas Roudet, Le temps des astronomes : L'astronomie et le décompte du temps de Pierre d'Ailly à Newton, Paris, Les Belles Lettres, 2017, 416 p. (ISBN 978-2-25-1446677 et 2-25144-667-2, OCLC 1104276573, présentation en ligne), chap. III - L'époque moderne (« « Les protestants préfèrent être en désaccord avec le soleil plutôt qu'en accord avec le pape ». La fabrique d'un pseudépigraphe de Kepler »), p. 331-347.

### Iconographie
- Tableau pittoresque, astronomique et moral des jours et des nuits, avec la concordance perpétuelle entre le calendrier vulgaire et le calendrier de l'ère républicaine qui a commencé le 22 septembre 1792, et la correspondance entre les heures anciennes et les heures décimales, estampe dessinée et gravée par François Robert Ingouf